# Assurbanípal
Assurbanípal (cuneiforme neoassírio:  Aššur-bāni-apli, lit.  "Assur é o criador do herdeiro") foi o rei do Império Neoassírio de 669 a.C. até sua morte em 631 a.C.. Ele é geralmente lembrado como o último grande rei da Assíria. Herdando o trono como herdeiro favorito de seu pai Assaradão, o reinado de 38 anos de Assurbanípal foi um dos mais longos de qualquer rei assírio. Embora às vezes considerado como o apogeu da antiga Assíria, seu reinado também marcou a última vez que os exércitos assírios travaram guerra em todo o antigo Oriente Próximo e o início gradual do fim do domínio assírio sobre a região.
Assaradão selecionou Assurbanípal como herdeiro em c. 673 a.C.. A seleção de Assurbanípal ignorou o filho mais velho Samassumuquim. Talvez para evitar futuras rivalidades, Assaradão designou Samassumuquim como o herdeiro da Babilônia. Os dois irmãos aderiram conjuntamente aos seus respectivos tronos após a morte de Assaradão em 669 a.C., embora Samassumuquim foi relegado a ser vassalo monitorado de perto de Assurbanípal. Grande parte dos primeiros anos do reinado de Assurbanípal foi gasto lutando contra rebeliões no Egito, que havia sido conquistado por seu pai. As campanhas mais extensas de Assurbanípal foram as dirigidas a Elão, um antigo inimigo da Assíria, e contra Samassumuquim, que gradualmente começou a se ressentir do controle autoritário que seu irmão mais novo tinha sobre ele. Elão foi derrotado em uma série de conflitos em 665, 653 e 647–646 a.C.. Samassumuquim se rebelou em 652 e reuniu uma coalizão de inimigos da Assíria, mas foi derrotado e morreu durante o cerco de Assurbanípal à Babilônia em 648 a.C.. Por causa da falta de registros sobreviventes, grande parte do reinado tardio de Assurbanípal é pouco conhecido.
Assurbanípal é lembrado hoje principalmente por seus esforços culturais. Um patrono da arte e da literatura, Assurbanípal estava profundamente interessado na antiga cultura literária da Mesopotâmia. Ao longo de seu longo reinado, Assurbanípal utilizou os enormes recursos à sua disposição para construir a Biblioteca de Assurbanípal, uma coleção de textos e documentos de vários gêneros diferentes. Talvez compreendendo mais de 100.000 textos em seu auge, a Biblioteca de Assurbanípal não foi superada até a construção da Biblioteca de Alexandria, vários séculos depois. Os mais de 30.000 textos cuneiformes que sobreviveram da biblioteca são uma fonte muito importante sobre a antiga língua, religião, literatura e ciência da Mesopotâmia. A arte produzida sob Assurbanípal foi inovadora em seu estilo e motivos e é considerada como possuindo uma "qualidade épica" ausente de grande parte da arte produzida sob reis anteriores.
Assurbanípal foi lembrado na tradição literária greco-romana sob o nome de Sardanápalo, erroneamente caracterizado como o último rei efeminado e decadente da Assíria e culpado pela queda de seu império. Se a queda do Império Assírio apenas duas décadas após sua morte é atribuível a Assurbanípal ou não, é contestado na Assiriologia moderna. Assurbanípal é reconhecido como um dos reis assírios mais brutais; ele foi um dos poucos reis a descrever massacres de civis e aquele com os mais variados métodos para realizá-los. Sua extensa destruição de Elão é considerada por alguns estudiosos como um genocídio. Os assírios foram bem sucedidos militarmente sob Assurbanípal, fazendo campanha mais longe do coração assírio do que nunca, mas várias de suas campanhas tiveram pouco efeito geral. Assurbanípal não conseguiu manter o controle do Egito, suas guerras na Arábia custaram tempo e recursos sem levar ao estabelecimento do controle assírio na região, e seu extenso saque da Babilônia depois de derrotar Samassumuquim alimentou o sentimento antiassírio no sul da Mesopotâmia, talvez contribuindo para a ascensão do Império Neobabilônico cinco anos após a morte de Assurbanípal.

## Antecedentes e ascensão

### Tornando-se o herdeiro da Assíria

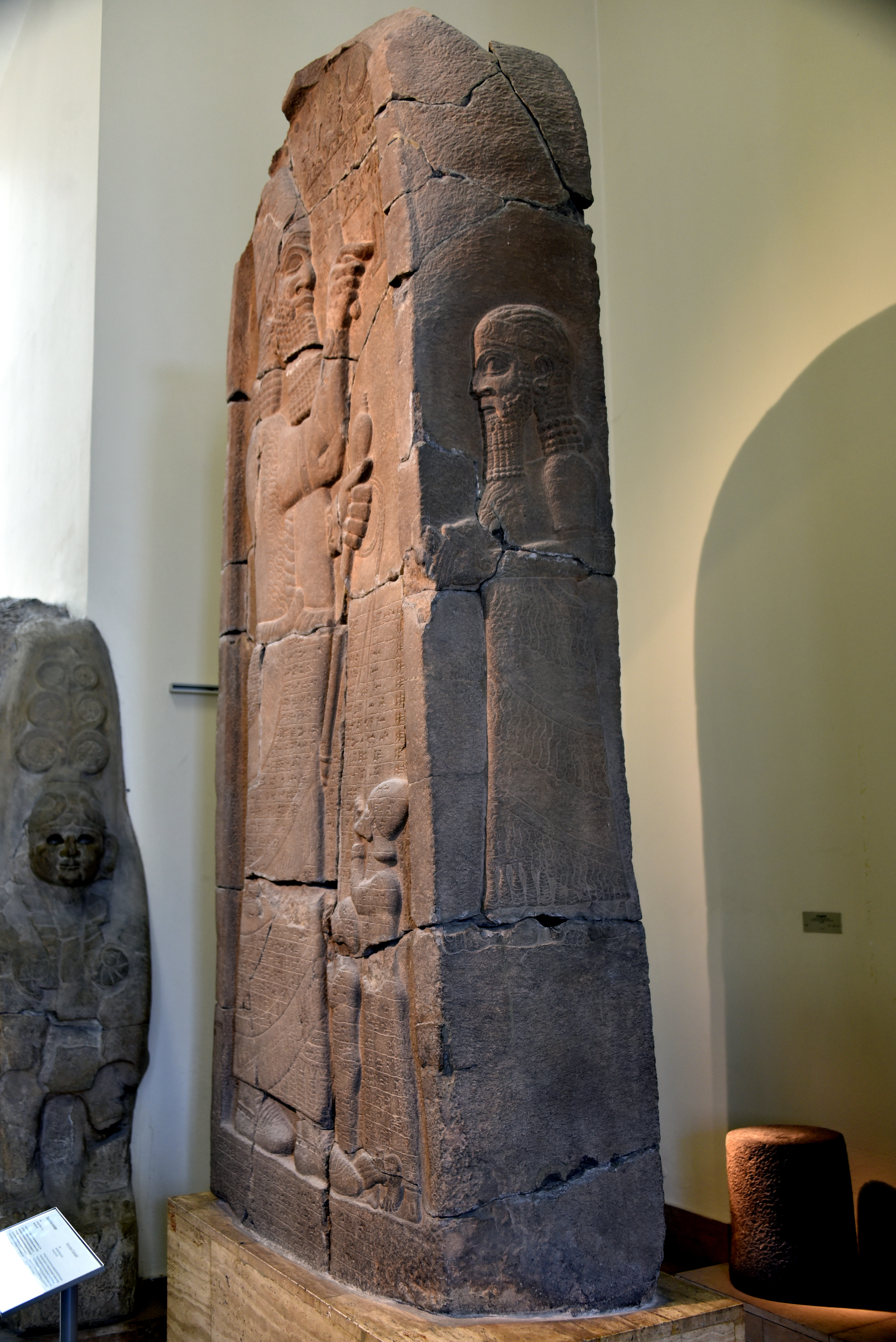
A estela da vitória de Assaradão, pai de Assurbanípal. A frente retrata Assaradão e as laterais retratam os dois príncipes herdeiros Samassumuquim (no lado mostrado aqui) e Assurbanípal (no lado oposto)

Nascido em c. 685 a.C., Assurbanípal era filho de seu predecessor Assaradão (r. 681–669 a.C.). Embora as inscrições de Assurbanípal sugiram que ele foi divinamente preordenado para governar, sua ascensão estava longe de ser direta, e suas complexidades políticas plantaram as sementes para uma guerra civil posterior. Assurbanípal foi provavelmente o quarto filho mais velho de Assaradão, mais jovem do que o primeiro príncipe herdeiro de Assaradão Sinadinapli e os outros dois filhos Samassumuquim e Samasmetubalite. Ele também tinha uma irmã mais velha, Seruaeterate, e vários irmãos mais novos. A corte assíria foi lançada em convulsão após a morte inesperada de Sinadinapli em 674 a.C.. Assaradão desejava evitar sua eventual morte iniciando uma crise de sucessão; a sua própria adesão só tinha sido conseguida com grande dificuldade e como tal começou rapidamente a traçar novos planos sucessórios. Assaradão logo decidiu proclamar o próximo filho mais velho Samassumuquim como herdeiro da Babilônia (sul da Mesopotâmia) e Assurbanípal como herdeiro da Assíria, designando os dois como "irmãos iguais". O terceiro filho mais velho, Samasmetubalite, mais velho que Assurbanípal, foi totalmente ignorado, talvez porque sofria de problemas de saúde.
A decisão de Assaradão de contornar Samassumuquim para o trono assírio foi notável, uma vez que as dificuldades com a ascensão de Assaradão foram o resultado direto de seu pai Senaqueribe agindo de maneira semelhante. Senaqueribe havia ignorado o filho mais velho Arda-Mulissu em favor do jovem Assaradão; no caso de Senaqueribe esta decisão levou Arda-Mulissu a assassiná-lo e travar uma guerra civil contra Assaradão. O porquê de Assaradão tomar quase a mesma decisão não está claro. Promover um de seus filhos como herdeiro da Assíria e outro como herdeiro da Babilônia era uma ideia nova; nas últimas décadas o rei assírio tinha sido simultaneamente o rei da Babilônia. A decisão de deixar a Babilônia para Samassumuquim e designar os dois como "irmãos iguais" pode ter sido destinada a neutralizar o possível dano herdado ao designar Assurbanípal como o único herdeiro, evitando futuros ciúmes e rivalidades. Uma hipótese em relação ao motivo pelo qual um filho mais novo foi designado como herdeiro do que era claramente o título principal de Assaradão é que Assurbanípal e Samassumuquim poderiam ter tido mães diferentes. Embora seja igualmente provável que Samassumuquim e Assurbanípal compartilhassem uma mãe, possivelmente Esar-Hamate (consorte principal de Assaradão), também é possível que Assurbanípal fosse filho de uma mulher assíria e Samassumuquim fosse filho de uma mulher babilônica; a ascensão de Samassumuquim ao trono assírio poderia, portanto, ter sido problemática.
Depois que Assaradão tomou sua decisão, os dois príncipes chegaram juntos à capital assíria de Nínive e participaram de uma celebração em maio de 672 a.C. com representantes estrangeiros, nobres assírios e elementos militares. Como o nome Assurbanípal (Aššur-bāni-apli) significa "Assur é o criador do herdeiro", provavelmente foi concedido a ele neste momento; que nome Assurbanípal usou antes de se tornar príncipe herdeiro não é conhecido. Foi também talvez nessa época que Assurbanípal se casou com sua futura rainha, Libali-Sarrate.

### Príncipe herdeiro e ascensão

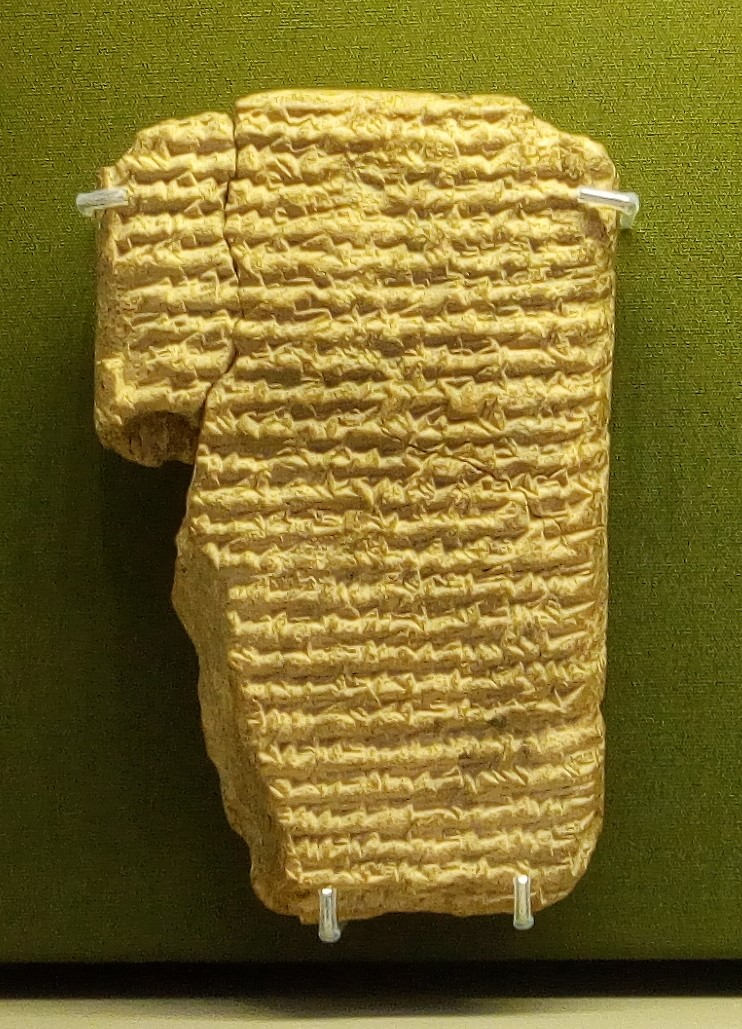
Uma cópia do Tratado de Zacutu, elaborado pela avó de Assurbanípal Naquia em implorando à população da Assíria para jurar lealdade a Assurbanípal

Depois que ele foi designado como príncipe herdeiro, Assurbanípal entrou no que os assírios chamavam de "Casa da Sucessão", o palácio do príncipe herdeiro. Como príncipe herdeiro, Assurbanípal começou a receber treinamento para os deveres reais tradicionais. Entre as várias habilidades em que Assurbanípal foi treinado durante esse período estavam caça, equitação, erudição e sabedoria, tiro com arco, carruagem e outras formas de treinamento militar. Como Assaradão estava constantemente doente, muitos dos deveres administrativos do império caíram sobre Assurbanípal e Samassumuquim durante os últimos anos do reinado de seu pai. Era importante que os príncipes herdeiros ganhassem experiência real em governar. Cartas de correspondência entre Assaradão e Assurbanípal dessa época mostram que Assurbanípal participou de forma proeminente na rede de inteligência assíria, coletando informações sobre inimigos e rivais estrangeiros e compilando relatórios para seu pai.
Assurbanípal tornou-se o rei da Assíria no final de 669 a.C. após a morte de Assaradão, tendo sido príncipe herdeiro por apenas três anos. Após sua ascensão, ele era possivelmente a pessoa mais poderosa do planeta, mas parece ter havido alguns temores de problemas. Sua avó Naquia escreveu um tratado, apelidado de Tratado de Zacutu pelos historiadores modernos, no qual ela forçou a família real, a aristocracia e toda a Assíria a jurar lealdade ao neto. No entanto, parece não ter havido forte oposição à ascensão de Assurbanipal ao poder. Samassumuquim foi coroado um tanto tardiamente como rei da Babilônia na primavera do ano seguinte. Sua coroação foi marcada por Assurbanípal devolvendo a estátua religiosamente importante de Marduque, roubada por Senaqueribe vinte anos antes, para a Babilônia. Samassumuquim governaria a Babilônia por dezesseis anos, aparentemente principalmente pacificamente em relação a seu irmão mais novo, mas haveria repetidos desacordos sobre a extensão exata de seu controle.
Os tratados elaborados por Assaradão são um tanto obscuros quanto ao relacionamento que ele pretendia que seus dois filhos tivessem. É claro que Assurbanípal era o herdeiro principal do império e que Samassumuquim deveria jurar lealdade a ele, mas outras partes também especificam que Assurbanípal não deveria interferir nos assuntos de Samassumuquim, indicando uma intenção de uma posição mais igualitária entre eles. Embora seja provável que Assurbanípal intencionalmente ignorou os desejos de Assaradão e mudou o equilíbrio de poder em seu próprio favor, diminuindo o status pretendido de Samassumuquim, tal decisão pode ter sido motivada principalmente por Assurbanípal temendo que conceder a seu irmão mais velho um forte base de poder representaria uma ameaça ao seu próprio governo continuado.

## Campanhas militares

### Campanhas egípcias

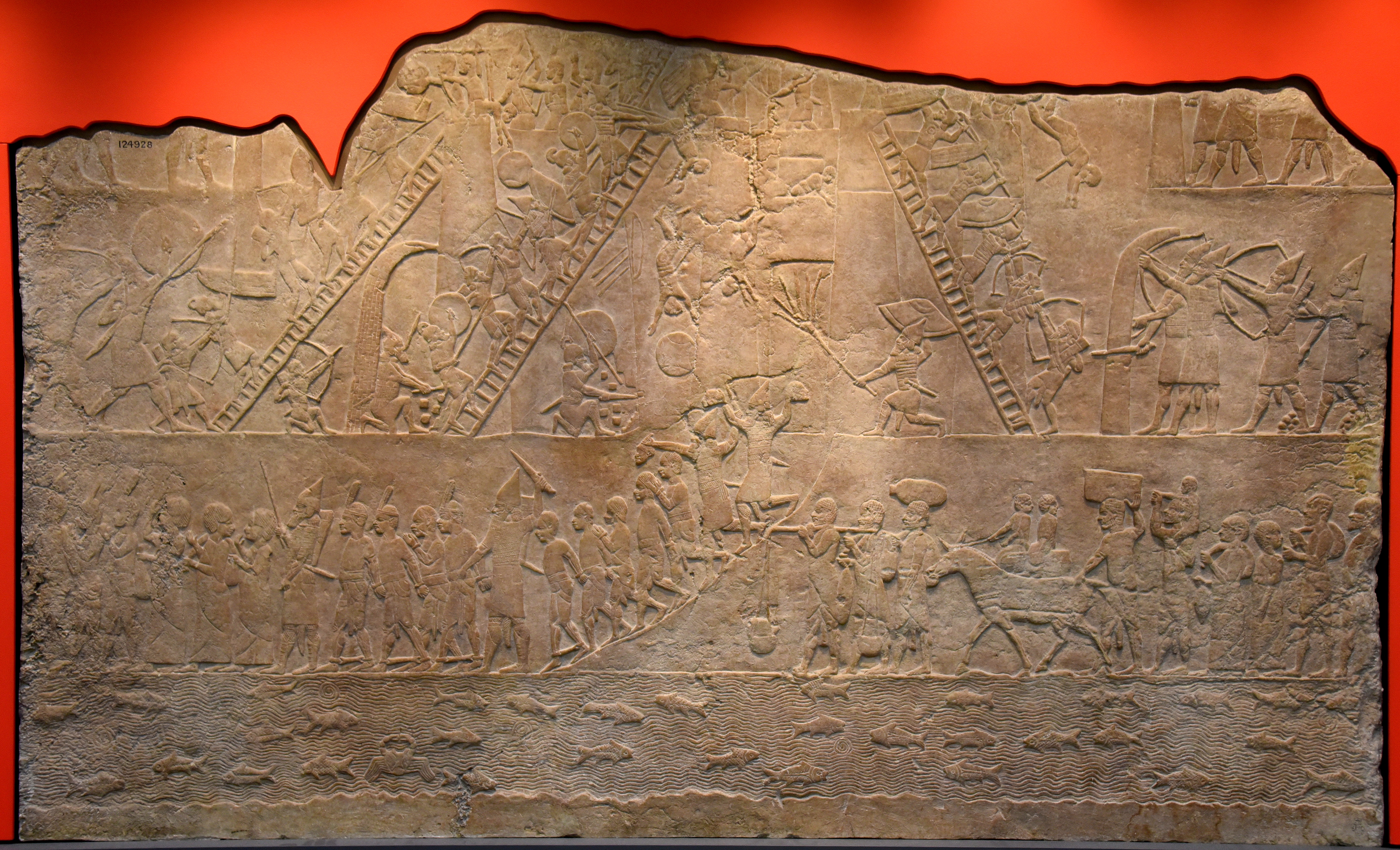
Relevo representando o exército de Assurbanípal atacando um assentamento egípcio, possivelmente Mênfis, durante a conquista assíria do Egito.

O Egito foi conquistado em 671 a.C. pelo pai de Assurbanípal, Assaradão, que derrotou o faraó cuxita Taraca. A conquista do Egito foi uma das maiores realizações de Assaradão, a primeira vez que o Egito esteve sob domínio assírio, e trouxe o Império Assírio à sua maior extensão. O controle assírio do Egito era fraco, no entanto, e Taraca escapou para a Núbia no sul, planejando retomar suas terras. Assaradão enviou tropas para guarnecer as cidades egípcias e nomeou nobres egípcios locais como governantes vassalos do país. Em 669 a.C., Taraca reapareceu do sul e liderou o Egito em uma revolta contra a Assíria. Assaradão deixou Nínive para derrotar Taraca, mas adoeceu e morreu no caminho. A morte de Assaradão e a falta de uma resposta assíria às ações de Taraca, devido à coroação de Assurbanípal e assuntos em casa, inspiraram muitos dos governantes vassalos egípcios a se juntarem à revolta e livrar o Egito do domínio e influência dos assírios. Depois que as notícias chegaram a Assurbanípal de um massacre da guarnição assíria em Mênfis, Assurbanípal enviou um exército para reprimir a revolta e trazer os rebeldes a Nínive acorrentados.

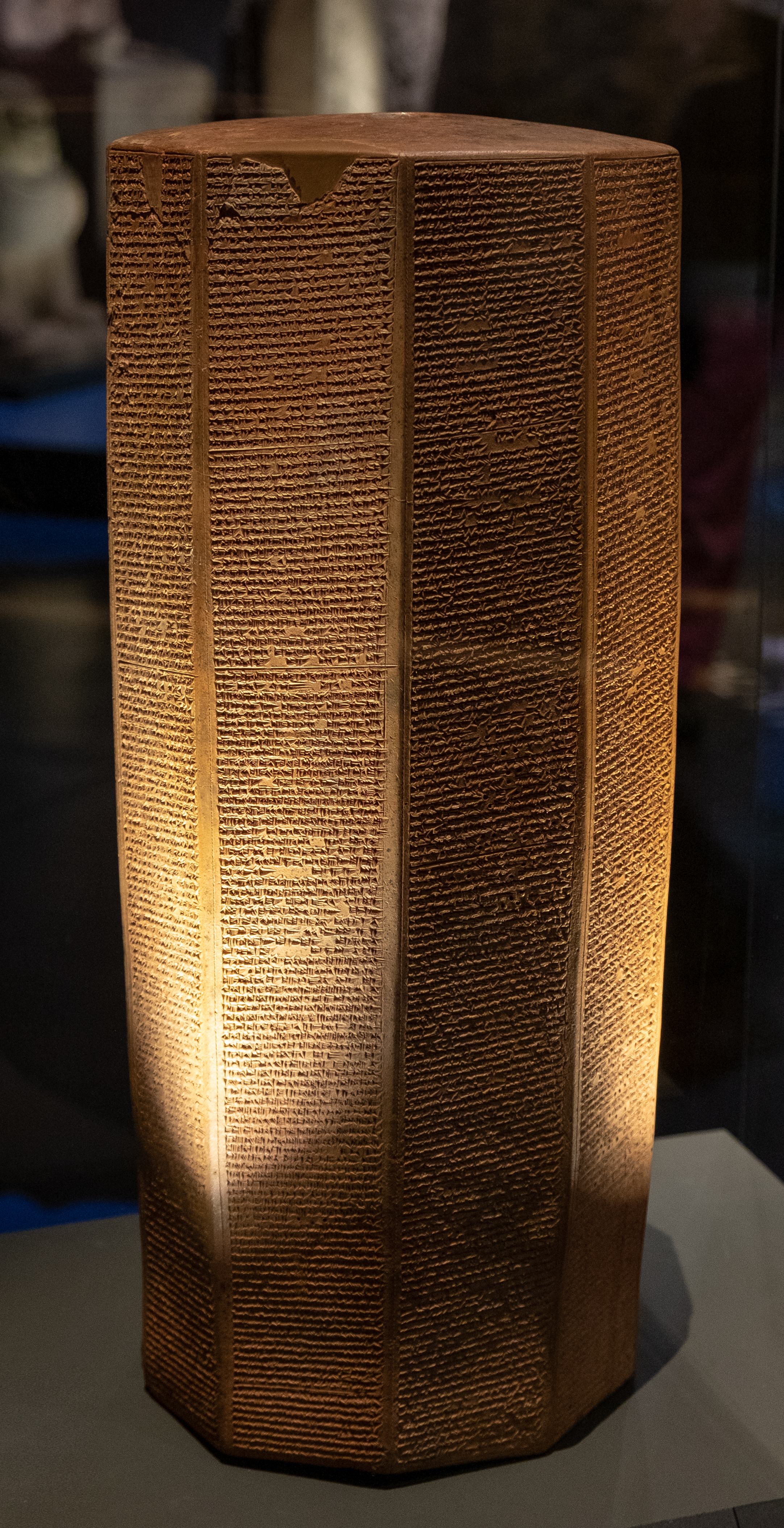
O cilindro de Rassam de Assurbanípal, a crônica mais completa de seu reinado, inclui uma descrição da campanha do Egito. Nínive,. Museu Britânico.

O exército assírio recolheu tributos dos vários estados vassalos levantinos a caminho do Egito. Muitos dos governantes vassalos, como Manassés de Judá e vários governantes de Chipre, também reforçaram as forças assírias fornecendo equipamentos e tropas adicionais. O exército assírio e seus aliados abriram caminho pelo Egito. Uma batalha decisiva foi vencida na cidade de Car-Banitu, no Baixo Egito. De acordo com fontes assírias, a derrota egípcia em Car-Banitu levou Taraca e seus apoiadores próximos a abandonar Mênfis, fugir para Tebas e depois fugir para a Núbia mais uma vez. Pouco depois, o exército assírio capturou Mênfis. Alguns conspiradores, incluindo o governante vassalo local Necao I, permaneceram em Mênfis e foram levados de volta à Assíria e forçados a fazer novos juramentos de lealdade. Alguns dos nobres egípcios capturados foram inesperadamente autorizados a retornar e retomar seus postos no Egito, e Necao estava entre eles.
Após a morte de Taraca em 664 a.C., seu sobrinho Tanutamon se proclamou faraó e invadiu o Egito, rapidamente ganhou o controle de Tebas e depois marchou em direção a Mênfis. Assurbanípal mais uma vez enviou o exército assírio para garantir o controle. De acordo com o relato de Assurbanípal, Tanutamon abandonou seus esforços e fugiu para o sul assim que o exército assírio entrou no Egito. Em retaliação por apoiar Tanutamon, os assírios capturaram e saquearam Tebas, um dos principais centros políticos e religiosos do Egito. O saque de Tebas por Assurbanípal foi a calamidade mais séria que já se abateu sobre a cidade antiga. A cidade só poderia ter sido salva de ser totalmente arrasada por meio de diplomacia habilidosa por seu governador Mentuemate. Tanutamon não foi perseguido além da fronteira egípcia. Após o retorno do exército assírio a Nínive, os despojos de Tebas foram desfilados pelas ruas e muitos tesouros e obeliscos foram derretidos para que seu material pudesse ser usado para os projetos de Assurbanípal.

### Conflitos elamitas iniciais

Conjunto de relevos representando a Batalha de Ulai em, entre os assírios e o rei elamita Teumã

Em 665 a.C., o rei elamita Urtaque, que mantinha relações pacíficas com Assaradão, lançou um ataque surpresa contra a Babilônia. Urtaque foi conduzido com sucesso de volta a Elão, morrendo pouco depois. Ele foi sucedido como rei elamita por Teumã, que não tinha relação com o monarca anterior e teve que estabilizar seu governo matando seus rivais políticos. Três dos filhos de Urtaque, principais pretendentes rivais ao trono elamita, escaparam para a Assíria e foram abrigados por Assurbanípal, apesar de Teumã exigir que fossem devolvidos a Elão.
Após a vitória em 665 a.C. sobre os elamitas, Assurbanípal teve que lidar com uma série de revoltas dentro de suas próprias fronteiras. Beliquixa, chefe dos gambulianos (uma tribo arameia) na Babilônia, rebelou-se depois de ter sido acusado de apoiar a invasão elamita e foi forçado a renunciar a parte de sua autoridade. Pouco se sabe dessa revolta, mas há uma carta preservada na qual Assurbanípal ordena que o governador de Uruque, Nabusabisi, ataque Beliquixa. Nabusabisi aparentemente alegou que Beliquixa era o único culpado pela invasão elamita. A revolta de Beliquixa não parece ter causado muitos danos e ele foi morto logo após se revoltar por um cavaleiro. Pouco depois, em 663 a.C., o filho de Beliquixa, Dunanu, também se rendeu a Assurbanípal.

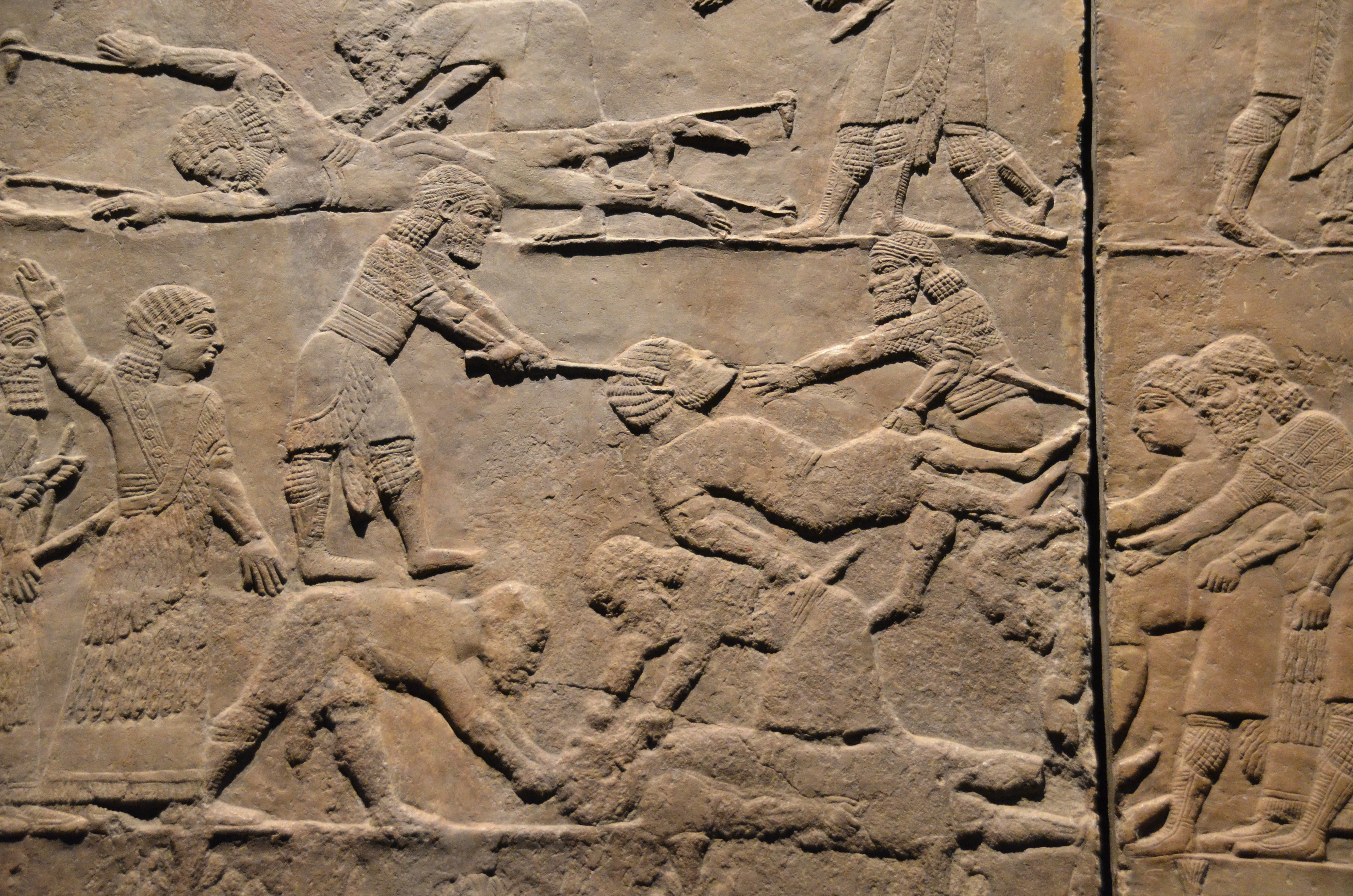
Relevo representando a remoção da língua e esfolamento vivo de chefes elamitas após a Batalha de Ulai

Após um longo período de paz, Teumã atacou a Babilônia em 653 a.C.. Como Assurbanípal não havia confiado a Samassumuquim nenhuma força militar substancial, ele foi incapaz de defender a Babilônia contra a invasão elamita e teve que confiar em Assurbanípal para os apoios militares. O exército de Assurbanípal primeiro avançou para o sul e assegurou a cidade de Der. Embora Teumã tenha marchado para encontrar os assírios, ele logo mudou de ideia e voltou para a capital elamita de Susã. A batalha final na guerra com Teumã, a Batalha de Ulai, ocorreu perto de Susã e foi uma vitória assíria decisiva, em parte devido a deserções no exército elamita. Teumã foi morto na batalha, assim como um de seus vassalos, Sutruque-Nacunte de Hidalu. No rescaldo de sua vitória, Assurbanípal instalou dois dos filhos de Urtaque como governantes, proclamando Humbã-Nigas II como rei em Madactu e Susã e Tamaritu I como rei em Hidalu. Esta intervenção na sucessão elamita enfraqueceu tanto a oposição elamita à Assíria quanto a autoridade real elamita. Em suas inscrições, Assurbanípal descreveu sua vitória em Ulai com o seguinte relato:

Como o início de um terrível furacão, dominei Elão em sua totalidade. Cortei a cabeça de Teumã, seu rei, – o altivo, que planejou o mal. Incontáveis de seus guerreiros eu matei. Vivo, com minhas mãos, agarrei seus lutadores. Com seus cadáveres, enchi a planície ao redor de Susã como com baltu e axagu. O sangue deles eu deixei correr pelo Ulai; sua água eu tingi de vermelho como lã.
Dunanu, que se juntou aos elamitas na guerra, foi capturado ao lado de sua família e executado. Os gambulianos foram atacados pelo exército de Assurbanipal e brutalmente punidos, com sua capital de Sapibel sendo inundada e muitos de seus habitantes massacrados. No lugar de Dunanu, Assurbanípal nomeou um nobre chamado Rimutu como o novo chefe gambuliano depois que ele concordou em pagar uma quantia considerável em tributo ao rei assírio.

### Diplomacia e incursões na Assíria

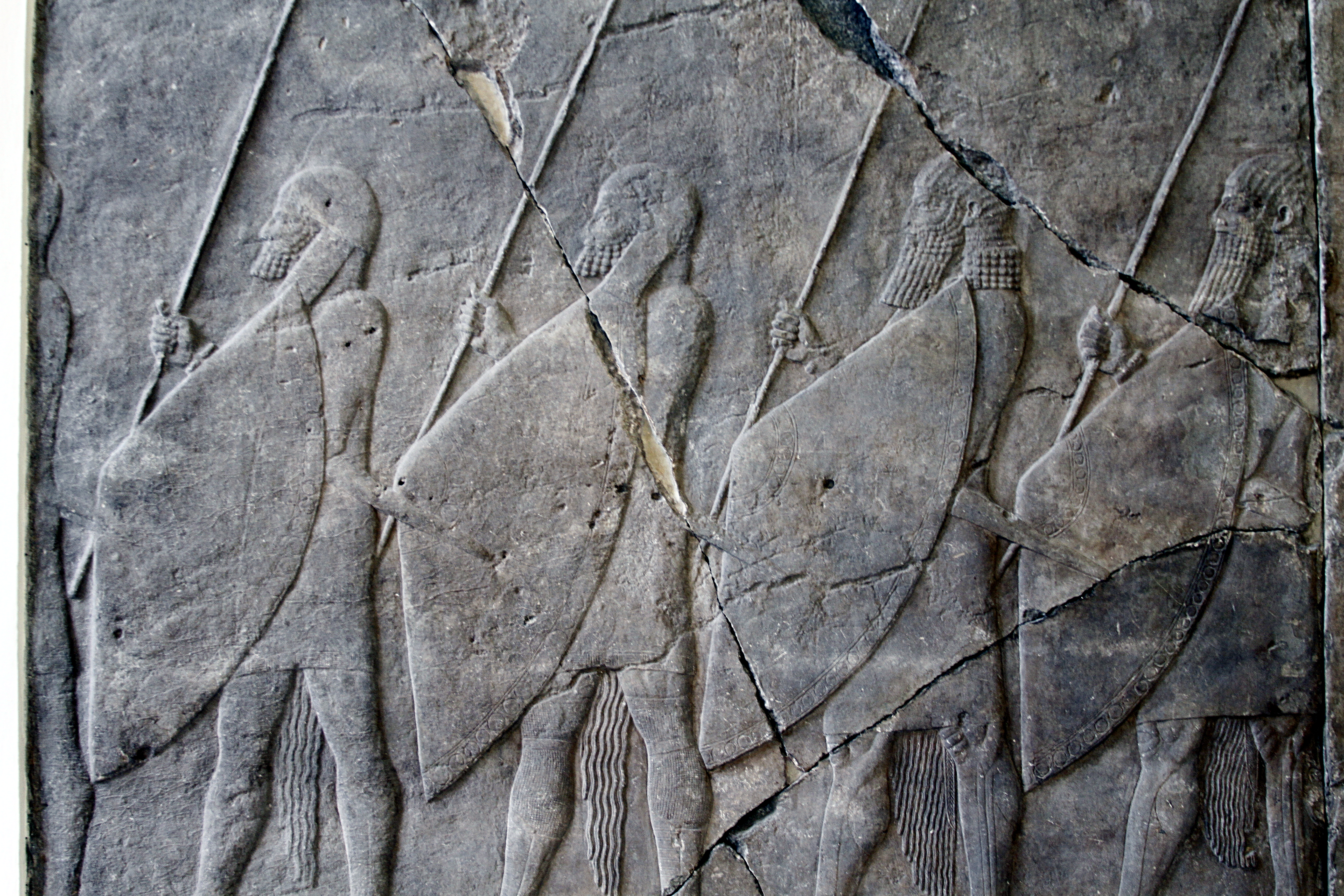
Lanceiros assírios retratados em um relevo do palácio de Nínive, século VII a.C.

Os cimérios, um povo indo-europeu nômade que vive no sul do Cáucaso ao norte da Assíria, invadiram a Assíria durante o reinado do pai de Assurbanípal. Depois que Assaradão os derrotou, os cimérios se voltaram para atacar Lídia no oeste da Anatólia, governada por Giges. Depois de supostamente receber conselhos da divindade nacional assíria Assur em um sonho, Giges enviou seus diplomatas para pedir ajuda a Assurbanípal. Os assírios nem sabiam que Lídia existia; depois que os dois estados estabeleceram com sucesso a comunicação com a ajuda de intérpretes, a invasão ciméria da Lídia foi derrotada c. 665 a.C.. Dois chefes cimérios foram presos em Nínive e grandes quantidades de despojos foram garantidos pelas forças de Assurbanípal. Não se sabe até que ponto o exército assírio esteve envolvido na campanha da Lídia, mas parece que Giges ficou desapontado com a ajuda, pois apenas doze anos depois rompeu sua aliança com Assurbanípal e se aliou ao Egito cada vez mais independente. Depois disso, Assurbanípal amaldiçoou Giges. Quando Lídia foi invadida por seus inimigos c. 652–650 a.C. houve muita alegria na Assíria.
Enquanto as forças assírias estavam em campanha em Elão, uma aliança de persas, cimérios e medos marchou sobre Nínive e conseguiu alcançar as muralhas da cidade. Para neutralizar essa ameaça, Assurbanípal convocou seus aliados citas e derrotou com sucesso o exército inimigo. O rei medo, Fraortes, é geralmente considerado morto na luta. Este ataque está mal documentado e é possível que Fraortes não estivesse presente e sua infeliz morte pertencesse a uma campanha meda durante o reinado de um dos sucessores de Assurbanípal.
Após sua morte c. 652, Giges foi sucedido por seu filho Ardis. Como os citas expulsaram os cimérios de suas casas, os cimérios invadiram a Lídia novamente e capturaram com sucesso a maior parte do reino. Como seu pai tinha antes dele, Ardis também pediu ajuda de Assurbanípal, afirmando que "Você amaldiçoou meu pai e a má sorte se abateu sobre ele; mas me abençoe, seu humilde servo, e eu carregarei seu jugo". Não se sabe se alguma ajuda assíria chegou, mas Lídia foi libertada com sucesso dos cimérios. Eles não seriam expulsos completamente de Lídia até o reinado do neto de Ardis, Alíates.

### Guerra civil com Samassumuquim

#### Tensões crescentes e rebelião

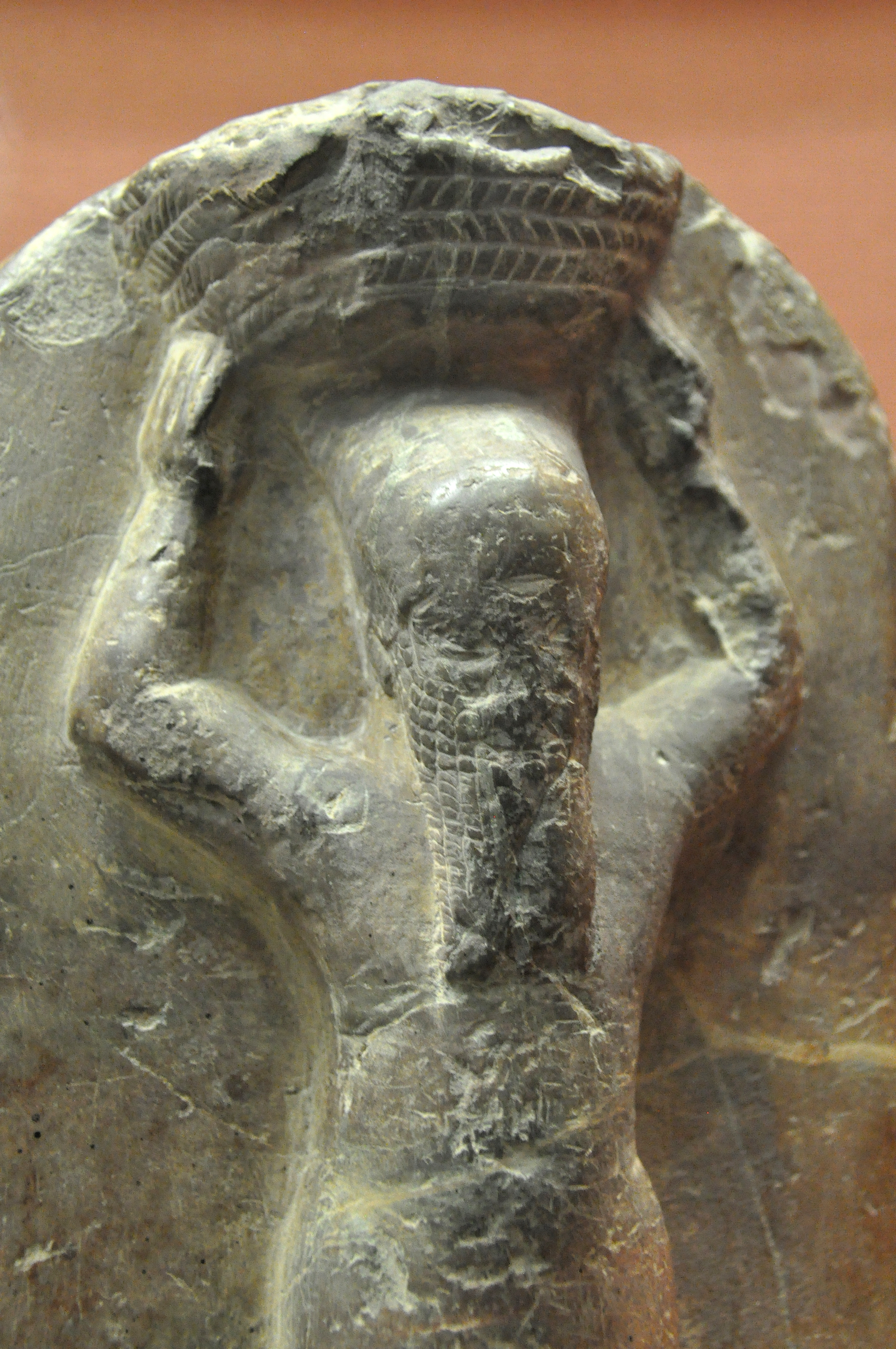
Monumento de pedra representando Samassumuquim como um cesteiro

Embora as inscrições de Assaradão sugiram que Samassumuquim deveria ter recebido a totalidade da Babilônia para governar, os registros contemporâneos apenas provam definitivamente que Samassumuquim mantinha a própria Babilônia e seus arredores. Os governadores de algumas cidades babilônicas, como Nipur, Uruque e Ur, e os governantes da Terra do Mar, todos ignoraram a existência de um rei na Babilônia e viram Assurbanípal como seu monarca. Apesar disso, Samassumuquim inicialmente estava positivamente inclinado para seu irmão, vendo-o como seu igual. Nas cartas, Samassumuquim se dirigia a Assurbanípal simplesmente como "meu irmão" (ao contrário de como ele se dirigia a seu pai Assaradão, "o rei, meu pai"). Embora existam várias cartas preservadas de Samassumuquim para Assurbanípal, não há respostas conhecidas. É possível que Assurbanípal, por conta de sua rede de informantes, não tenha sentido necessidade de escrever ao irmão. Por volta de 650 a.C., a opinião de Samassumuquim sobre Assurbanípal havia se deteriorado significativamente, devido à crescente intervenção e envolvimento de Assurbanípal nos assuntos da Babilônia, Assurbanípal muitas vezes atrasando quando a ajuda era necessária, e crescente insatisfação com sua posição em relação à de Assurbanípal. Uma carta escrita durante este tempo por Zaquir, um cortesão da corte de Samassumuquim, para Assurbanípal descreveu como os visitantes da Terra do Mar criticaram publicamente Assurbanípal na frente de Samassumuquim, usando a frase "isto é não a palavra de um rei!". Zaquir relatou que, embora Samassumuquim estivesse irritado, ele e seu governador da Babilônia, Ubaru, optaram por não agir contra os visitantes.

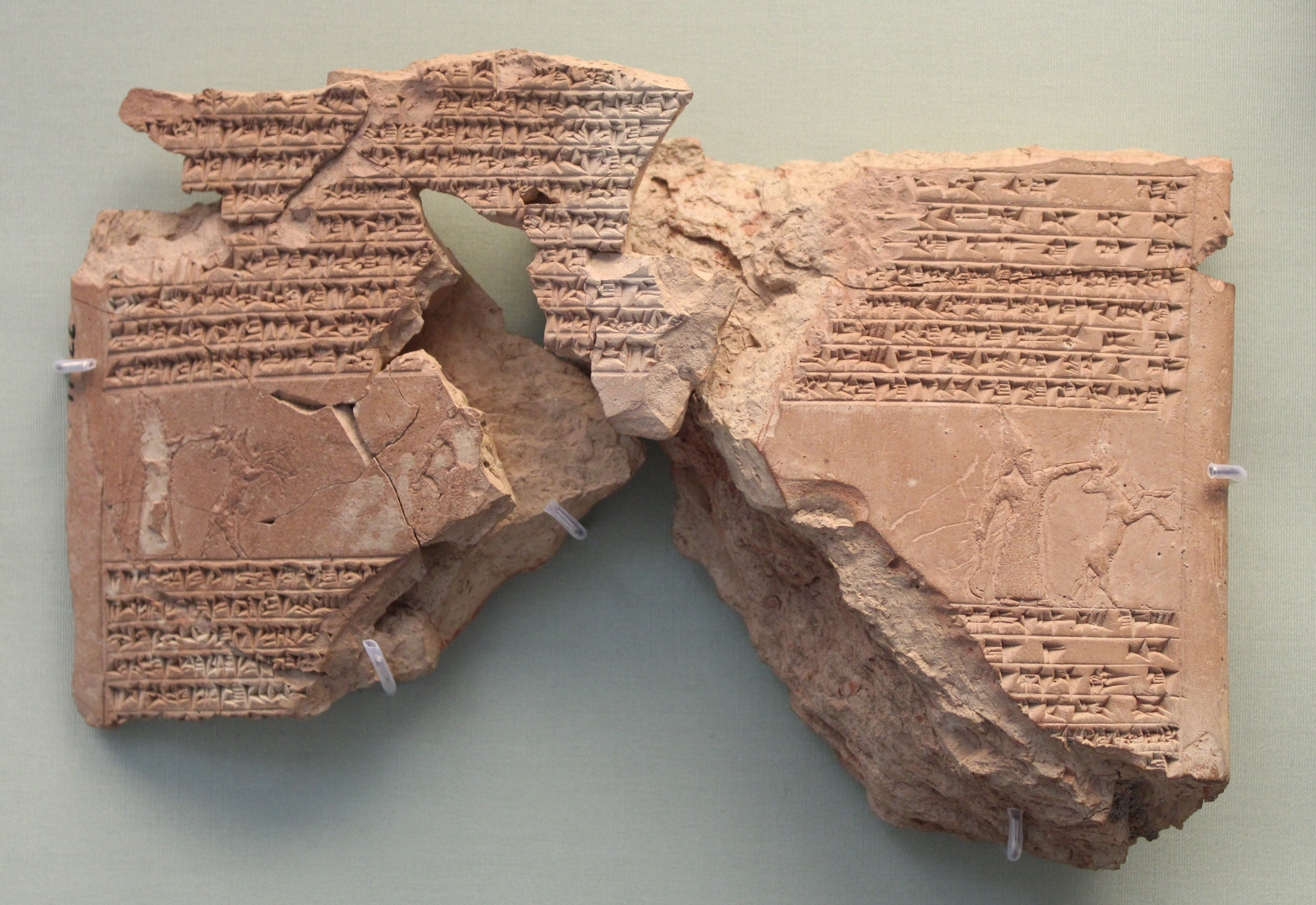
Confirmação de uma concessão de terras por Samassumuquim

Aspirando a tornar-se independente de Assurbanípal e Babilônia livre sob seu próprio governo, Samassumuquim revoltou-se em 652 a.C.. De acordo com lendas posteriores da língua aramaica, Assurbanípal e irmã de Samasumuquim Seruaeterate tentou intervir e impedir que os dois lutassem; depois que a guerra estourou, as lendas dizem que ela desapareceu no exílio autoimposto. A guerra entre os irmãos durou três anos. Além de se ressentir do controle autoritário de Assurbanípal, a revolta de Samassumuquim também foi facilitada pela certeza do apoio no sul: os babilônios constantemente se ressentiam do controle assírio e os governantes de Elão eram certos aliados, sempre dispostos a se juntar a qualquer um que travasse guerra contra Assíria. Evidências de inscrição sugerem que Samassumuquim se dirigiu aos cidadãos da Babilônia para se juntar a ele em sua revolta. Nas inscrições de Assurbanípal, Samassumuquim é citado por ter dito "Assurbanípal cobrirá de vergonha o nome dos babilônios", aos quais Assurbanípal se refere como "vento" e "mentiras". Logo depois que Samassumuquim começou sua revolta, o resto do sul da Mesopotâmia se levantou contra Assurbanípal ao lado dele. O início do relato de Assurbanípal sobre o conflito é o seguinte:

Nesses dias Samassumuquim, o meu irmão infiel, a quem eu tratara bem e estabelecera como rei da Babilônia – todas as coisas imagináveis que a realeza exige, eu fiz e dei a ele; soldados, cavalos, carros, eu equipei e coloquei em suas mãos; cidades, campos, plantações, junto com as pessoas que vivem nelas, dei-lhe em maior número do que meu pai havia ordenado. Mas ele esqueceu essa bondade que eu tinha mostrado a ele e planejou o mal. Exteriormente, com os lábios, ele estava falando palavras bonitas enquanto por dentro seu coração estava planejando o assassinato. Os babilônios, que haviam sido leais à Assíria e meus vassalos fiéis, ele enganou, falando-lhes mentiras.
De acordo com as inscrições de Assurbanípal, Samasumuquim teve muito sucesso em encontrar aliados. Assurbanípal identificou três grupos que ajudaram seu irmão: primeiro os caldeus, os arameus e os outros povos da Babilônia, depois os elamitas e, por último, os reis de Gutium, Amurru e Melua. Este último grupo de reis pode se referir aos medos (como Gutium, Amurru e Melua já não existiam neste momento), mas isso é incerto. Melua pode ter se referido ao Egito, embora os egípcios não tenham ajudado Samassumuquim na guerra. Os embaixadores de Samassumuquim aos elamitas ofereceram presentes (chamados de "subornos" por Assurbanípal) e seu rei, Humbã-Nigas II, enviou um exército sob o comando de Undaxe, filho de Teumã, para ajudar no conflito. Nos primeiros dois anos do conflito, batalhas foram travadas por toda a Babilônia, algumas vencidas pelos assírios e outras vencidas por Samassumuquim e seus aliados. A guerra rapidamente se tornou caótica; vários jogadores menores repetidamente mudaram de lado e tanto Assurbanípal quanto Samassumuquim acharam difícil manter o controle de seus aliados. Entre os agentes duplos mais notórios estavam Nabubelsumati, um governador do extremo sul da Babilônia cujas repetidas traições enfureceram Assurbanípal.

#### Queda de Samassumuquim

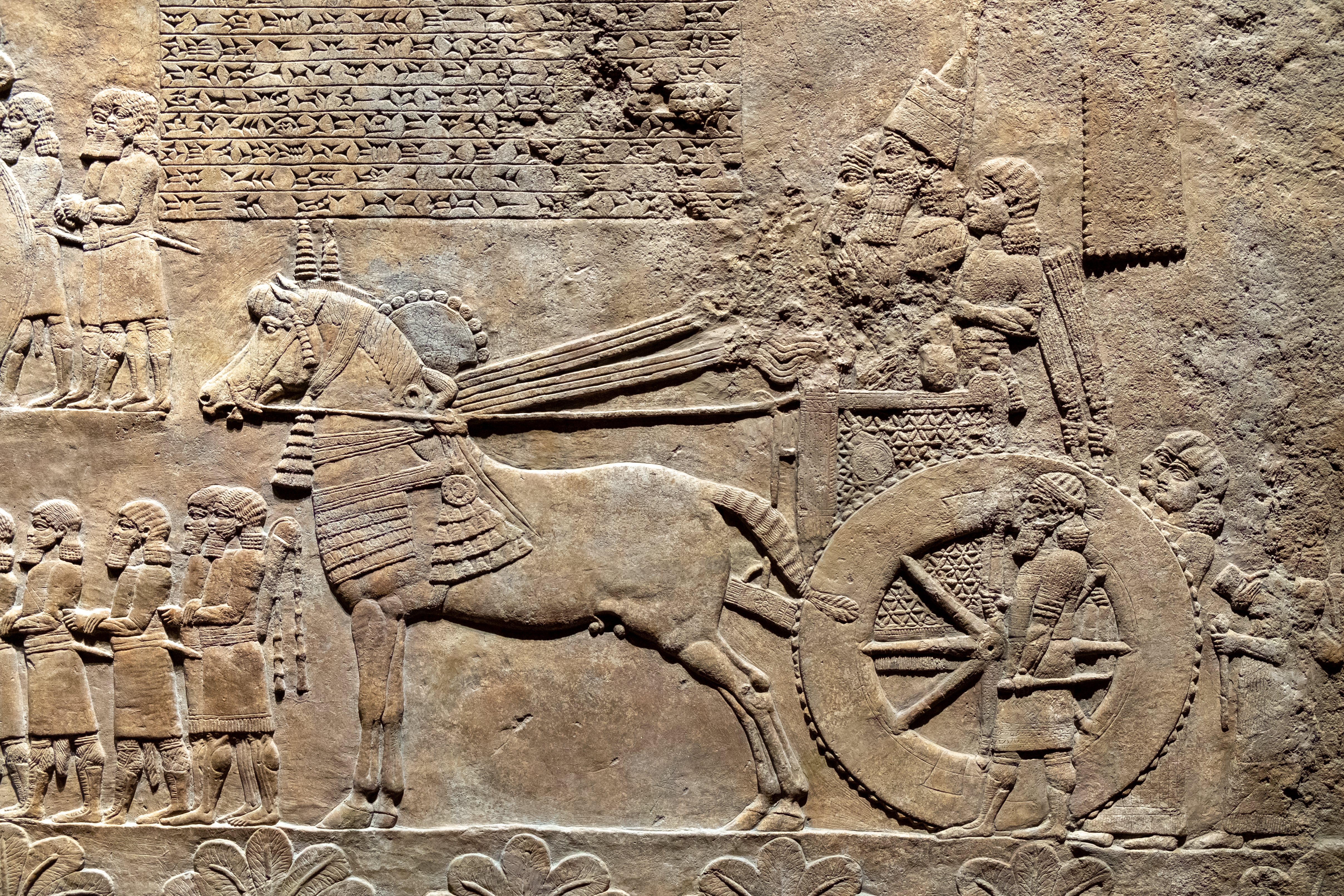
Relevo representando Assurbanípal em uma carruagem, inspecionando o saque e os prisioneiros da Babilônia

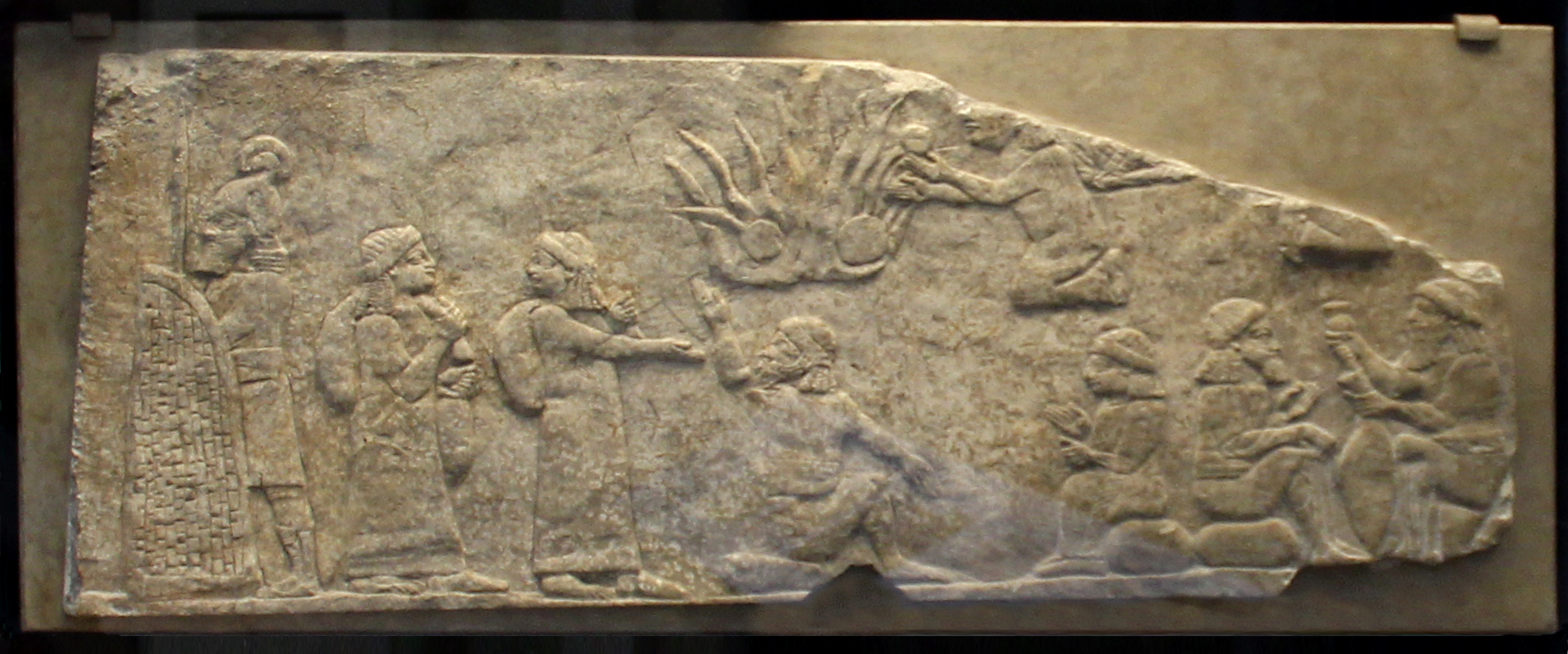
Relevo representando prisioneiros babilônicos sob guarda assíria

Apesar dessa aliança aparentemente forte de inimigos assírios, Samassumuquim não conseguiu deter o avanço de Assurbanípal. À medida que a guerra avançava, suas forças foram lentamente derrotadas, seus aliados diminuíram e suas terras foram perdidas. Em 650 a.C. a situação parecia sombria, com as forças de Assurbanipal cercando Sipar, Borsipa, Cuta e a própria Babilônia. Durante o cerco de Assurbanípal à Babilônia, a cidade entrou em um período de fome. O relato de Assurbanípal sobre o cerco afirmava que alguns dos cidadãos ficaram tão famintos e desesperados que comeram seus próprios filhos. Tendo suportado fome e doença, Babilônia caiu em 648 a.C., após um cerco que durou dois anos. A cidade foi amplamente saqueada por Assurbanípal. De acordo com suas próprias inscrições, Assurbanípal iniciou um banho de sangue: "seus corpos esquartejados eu dei para cães, porcos, lobos, águias, pássaros do céu, peixes das profundezas". Na época da queda da cidade, um grande incêndio também se espalhou pela Babilônia. Acredita-se tradicionalmente que Samassumuquim cometeu suicídio pisando nas chamas, ou incendiando a si mesmo e sua família em seu palácio. Textos contemporâneos, no entanto, apenas dizem que ele "encontrou uma morte cruel" e que os deuses "o entregaram a um incêndio e destruíram sua vida". Além do suicídio por autoimolação ou outros meios, é possível que ele tenha sido executado, tenha morrido acidentalmente ou tenha sido morto de alguma outra forma. Se Samassumuquim fosse executado, seria lógico que os escribas assírios deixassem isso de fora dos registros históricos, já que o fratricídio (matar um irmão) era ilegal e mesmo que um soldado (e não Assurbanípal) o tivesse executado, ainda constituiria um assassinato de um membro da família real assíria.
Após a derrota de Samassumuquim, Assurbanípal nomeou um novo rei vassalo da Babilônia, Candalanu, de quem pouco se sabe. O reino de Candalanu era o mesmo de Samassumuquim, com exceção da cidade de Nipur, que Assurbanípal converteu em uma poderosa fortaleza assíria. A autoridade de Candalanu provavelmente foi muito limitada e poucos registros sobreviveram de seu reinado na Babilônia. Ele pode ter sido outro dos irmãos de Assurbanípal ou talvez um nobre babilônico que se aliou a Assurbanípal na guerra civil e, consequentemente, foi recompensado com o posto de rei. Candalanu provavelmente carecia de um verdadeiro poder político e militar, que estava firmemente nas mãos de Assurbanípal.
Devido à derrota e morte de um membro da família real assíria, a derrota de Samassumuquim foi a vitória mais problemática de Assurbanípal. A guerra civil também teve consequências mais amplas que impactaram o domínio assírio. Embora a Babilônia tenha se recuperado lentamente após a guerra, a guerra esgotou os recursos econômicos e diminuiu o poder e a autoridade do Império Assírio. Sinais de declínio já eram visíveis antes da guerra civil, mas sua conclusão é considerada pelos historiadores modernos como o fim do auge da autoridade assíria. O saque da Babilônia por Assurbanípal, o segundo grande saque da cidade em trinta anos, também alimentou o sentimento antiassírio no sul da Babilônia e pode, portanto, ter sido um fator decisivo na revolta babilônica de Nabopolassar alguns anos após a morte de Assurbanípal, que levou à formação do Império Neobabilônico e a queda da Assíria.

### Destruição de Elão

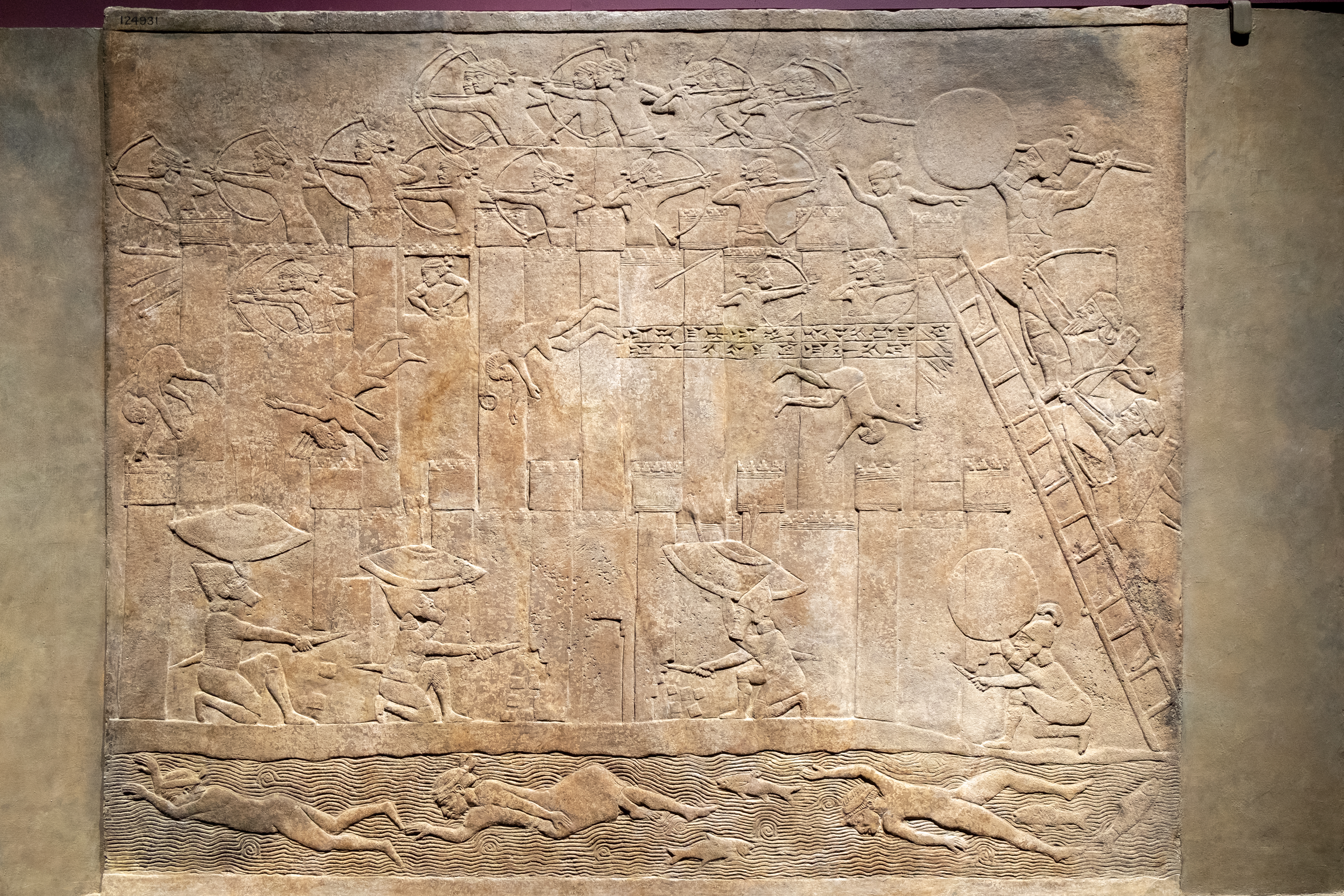
Relevo representando os assírios sitiando a cidade elamita de Hamanu em

O esforço elamita para apoiar Samassumuquim na guerra civil chegou ao fim com a derrota precoce do exército de Humbã-Nigas II perto da cidade de Der. Como resultado da derrota de Humbã-Nigas II, ele foi deposto em Elão por Tamaritu II, que então assumiu o trono para si. Humbã-Nigas II fugiu para o tribunal assírio, onde recebeu asilo de Assurbanípal. O governo de Tamaritu II foi breve e apesar do sucesso em algumas batalhas contra os assírios, ao lado do governador desonesto Nabubelsumati (já notório por seu papel na guerra com Samassumuquim), ele foi deposto em outra revolta em 649 a.C.. O novo rei, Indabibi, teve um reinado extremamente breve e foi assassinado depois que Assurbanípal ameaçou invadir Elão novamente por causa do papel do reino em apoiar Samassumuquim e seus outros inimigos.
No lugar de Indabibi, Humbã-Haltas III tornou-se rei em Elão. Nabubelsumati continuou lutando contra Assurbanípal a partir de postos avançados dentro de Elão e embora Humbã-Haltas fosse a favor de desistir do rebelde caldeu, Nabubelsumati tinha muitos apoiadores em Elão para que isso acontecesse. Como Humbã-Haltas não pôde responder às ameaças de Assurbanípal, os assírios invadiram Elão novamente em 647 a.C.. Após o colapso da defesa elamita, Humbã-Haltas abandonou seu assento em Madactu e fugiu para as montanhas. Ele foi brevemente substituído como rei por Tamaritu II, que recuperou seu trono. Depois que os assírios saquearam a região de Cuzistão, eles voltaram para casa, levando Humbã-Haltas a ressurgir das montanhas e retomar o trono.
Os assírios retornaram a Elão em 646 a.C. e Humbã-Haltas novamente abandonou Madactu, fugindo primeiro para a cidade Duruntas e depois para as montanhas no leste de Elão. As forças de Assurbanípal o perseguiram, saqueando e arrasando cidades em seu caminho. Todos os principais centros políticos em Elão foram esmagados e as chefias próximas e pequenos reinos que anteriormente haviam pago tributo ao rei elamita começaram a pagar tributo a Assurbanípal. Entre esses reinos estava Parsua, possivelmente um antecessor do império que seria fundado pelos aquemênidas um século depois. O rei de Parsua, Ciro (possivelmente a mesma pessoa que Ciro I, o avô de Ciro, o Grande), originalmente se aliou aos elamitas no início da campanha e, portanto, foi forçado a fornecer seu filho Arucu como refém. Países que nunca haviam tido contato com os assírios, como um reino governado por um rei chamado Hudimiri, que "se estendia além de Elão", também começaram a prestar homenagem aos assírios pela primeira vez.
No caminho de volta de sua campanha, as forças assírias saquearam Susã brutalmente. Nas inscrições triunfantes de Assurbanípal detalhando o saco, ele é descrito em grande detalhe, contando como os assírios profanaram os túmulos reais, saquearam e arrasaram templos, roubaram as estátuas dos deuses elamitas e semearam sal no solo. A antiga capital elamita foi varrida da face da Terra e Assurbanípal então continuou com a destruição dos assentamentos elamitas em grande escala. Além da destruição de inúmeras cidades, milhares dos elamitas que não foram mortos foram deportados de sua terra natal. A repressão brutal de Elão por Assurbanipal às vezes é considerada um genocídio. Os detalhes e a extensão das inscrições de Assurbanípal sobre as destruições sugerem que os eventos pretendiam chocar o mundo, sinalizando a derrota e a erradicação dos elamitas como uma entidade cultural distinta.
Susã, a grande cidade sagrada, morada de seus deuses, sede de seus mistérios, eu conquistei de acordo com a palavra de Assur e Istar. Entrei em seus palácios, morei lá em regozijo; Abri os tesouros onde se acumulavam prata e ouro, bens e riquezas [...] os tesouros da Suméria, Acádia e Babilônia que os antigos reis de Elão saquearam e levaram [...]. Destruí o zigurate de Susã [...]; Esmaguei seus brilhantes chifres de cobre. [In]susinaque, deus dos oráculos, que reside em lugares secretos, onde nenhum homem vê sua natureza divina [junto com os deuses que o cercam], com suas jóias, suas riquezas, seus móveis, com os sacerdotes, trouxe como despojo para a terra de Assur [...]. Reduzi a nada os templos de Elão; seus deuses, suas deusas, espalhei aos ventos. Os bosques secretos onde nenhum forasteiro jamais penetrou, onde nenhum leigo jamais pisou, meus soldados entraram, viram seus mistérios, destruíram-nos pelo fogo. Os túmulos de seus reis antigos e recentes que não temiam [a deusa] Istar, minha senhora, e que eram a causa de tormentos para os reis, meus pais – esses túmulos eu devastei, destruí, expus ao sol e levaram os seus ossos para a terra de Assur. [...] devastei as províncias de Elão e [nas suas terras] espalhei sal [...].

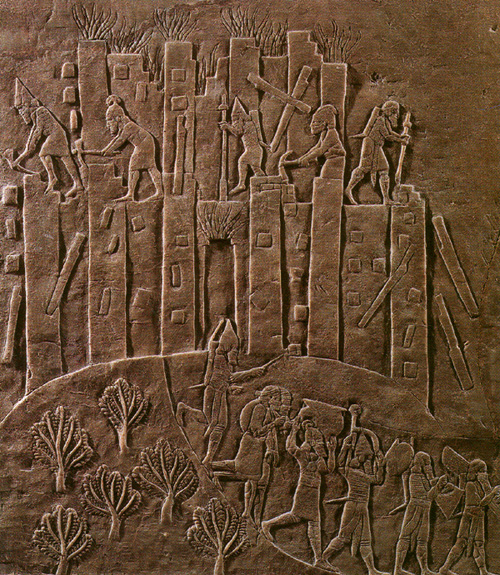
Relevo representando os assírios destruindo Hamanu em ; chamas sobem da cidade quando soldados assírios a derrubam com picaretas e pés de cabra e levam os despojos

Apesar da campanha completa e brutal, os elamitas perduraram como entidade política por algum tempo. Assurbanípal não anexou Elão, deixando-o por conta própria. Humbã-Haltas voltou a governar em Madactu e (tardiamente) enviou Nabubelsumati para Assurbanípal, embora o caldeu tenha cometido suicídio a caminho de Nínive. Depois que Humbã-Haltas foi deposto, capturado e enviado aos assírios em uma revolta pouco depois, os registros assírios deixaram de falar de Elão. Elão foi finalmente incapaz de se recuperar totalmente dos esforços de Assurbanípal em 646 a.C. e foi deixado aberto ao ataque de tribos e reis nas terras vizinhas, eventualmente desaparecendo completamente do registro histórico.

### Campanhas árabes

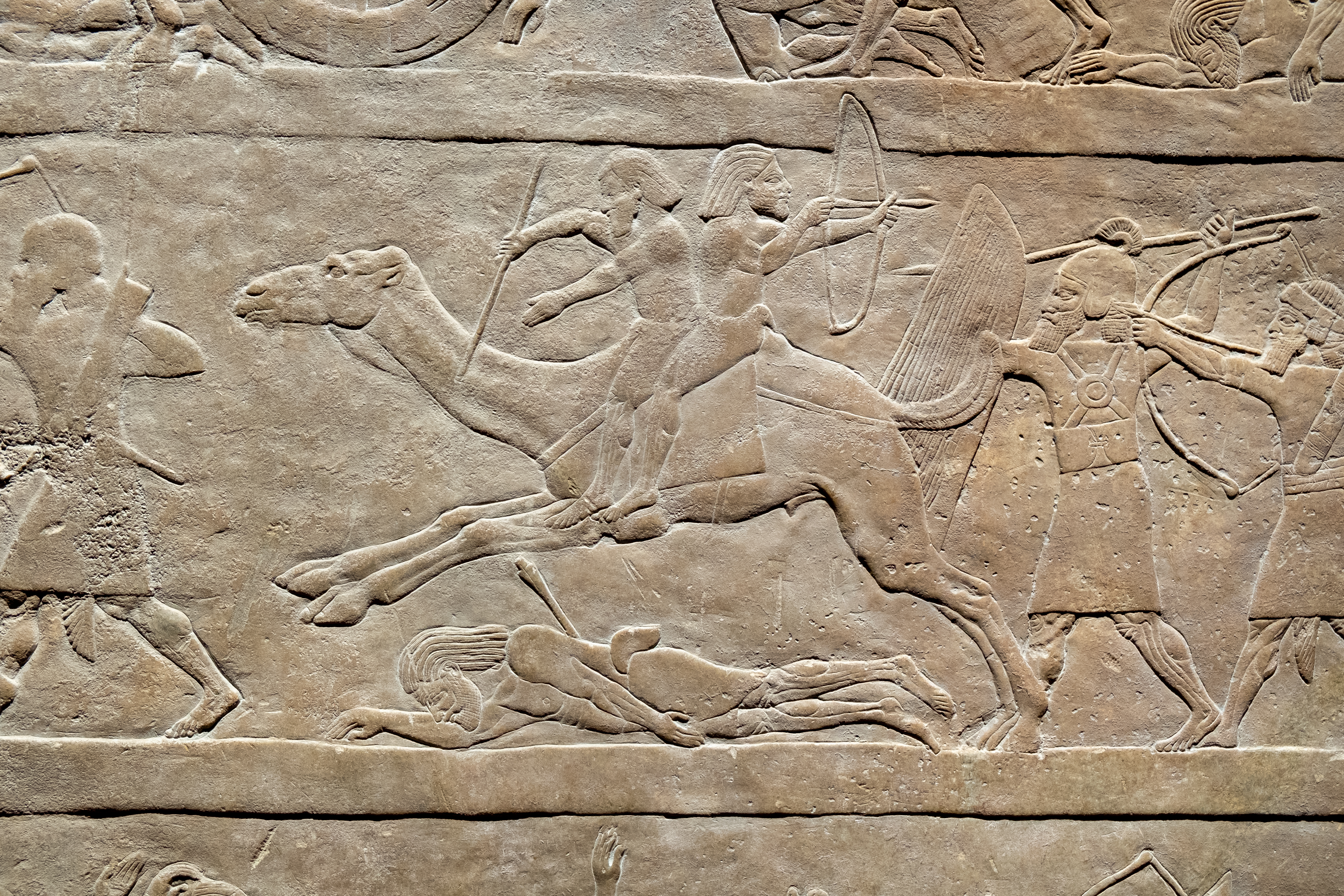
Relevo do palácio de Assurbanípal mostrando assírios lutando e perseguindo árabes em camelo

Os interesses assírios no Levante e em outros territórios ocidentais foram às vezes desafiados por causa de grupos tribais árabes invadindo territórios assírios ou interrompendo o comércio. Na ocasião, o exército assírio interveio, depondo e substituindo governantes tribais problemáticos. Assurbanípal supervisionou duas campanhas contra tribos árabes, embora sua cronologia seja um tanto incerta e sua narrativa desses conflitos tenha sido alterada ao longo de seu reinado posterior. As campanhas árabes receberam relativamente pouca atenção dos historiadores modernos, mas são os conflitos com os relatos mais longos e detalhados dos próprios escritos de Assurbanípal.
A primeira campanha de Assurbanípal contra os árabes foi conduzida algum tempo antes da guerra com Samassumuquim, principalmente contra os quedaritas. O primeiro relato de Assurbanípal de sua campanha contra os qedaritas foi criado em 649 a.C. e descreve como Iauta, filho de Hazael, rei dos quedaritas, se revoltou contra Assurbanípal junto com outro rei árabe, Amuladim, e saqueou as terras ocidentais do Império Assírio. De acordo com o relato de Assurbanípal, o exército assírio, juntamente com o exército de Camasalta de Moabe, derrotou as forças rebeldes. Amuladim foi capturado e enviado acorrentado para a Assíria, mas Iauta escapou. No lugar de Iauta, um leal senhor da guerra árabe chamado Abiate recebeu a realeza dos quedaritas. O relato de Assurbanípal deste conflito é marcadamente diferente dos relatos de suas outras campanhas: a frase "na minha nª campanha" (de outra forma sempre usada) está faltando, a derrota do inimigo é explicitamente atribuída ao exército e não a Assurbanipal pessoalmente, e Iauta escapa ao invés de ser capturado e/ou executado. Uma segunda versão da narrativa, composta um ano depois, também inclui que Assurbanípal derrotou Adia, uma rainha dos árabes, e que Iauta fugiu para outro chefe, Natinu de Nabaiate, que o recusou e permaneceu leal a Assurbanípal. Mesmo versões posteriores da narrativa também incluem menções de como Iauta anteriormente se revoltou contra Assaradão, anos antes. Esses relatos posteriores também conectam explicitamente a rebelião de Iauta à revolta de Samassumuquim, colocando-a ao mesmo tempo e sugerindo que os ataques ocidentais dos árabes foram motivados pela instabilidade causada pela guerra civil assíria. Em ambos os relatos, as terras quedaritas foram completamente saqueadas no final da guerra.

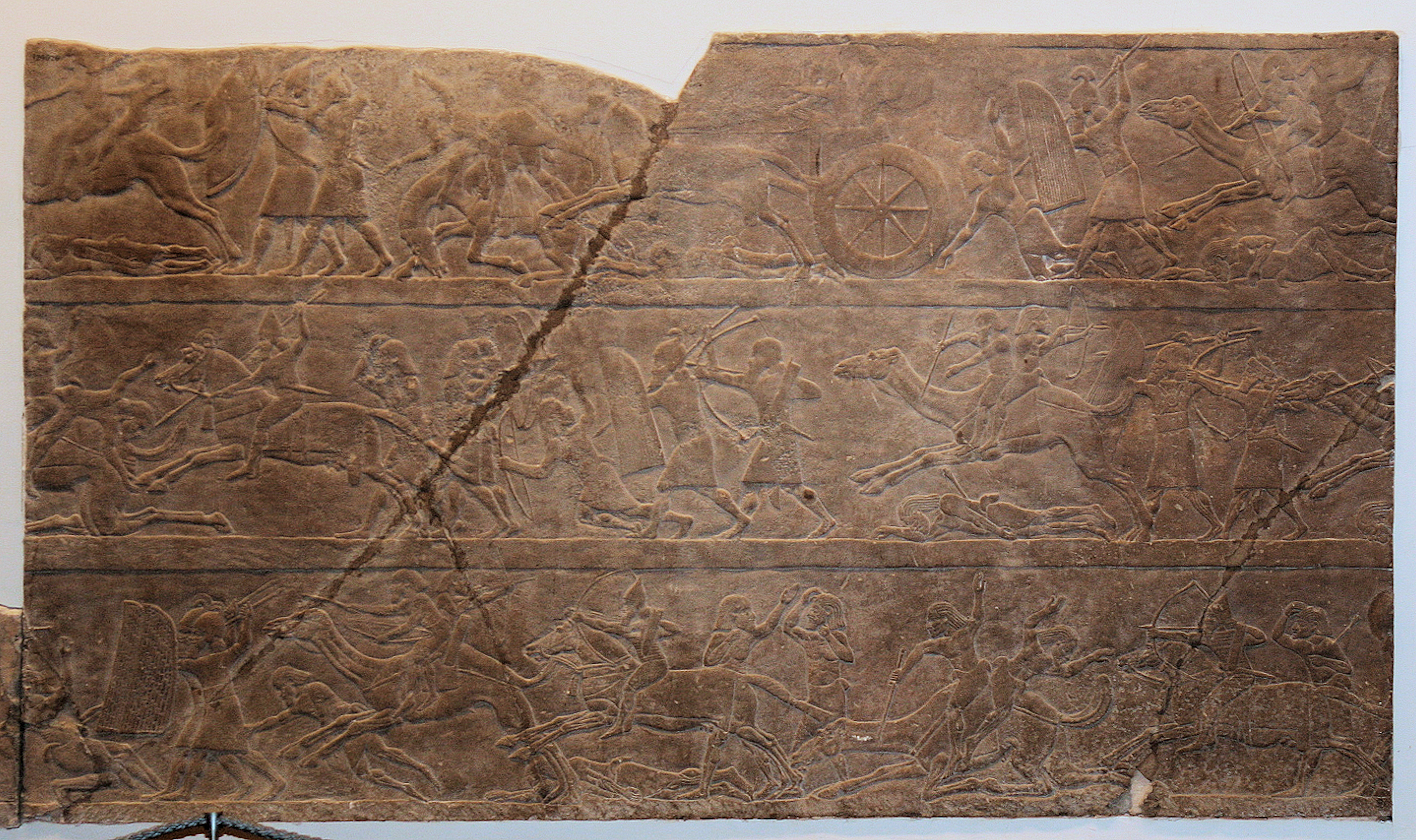
Relevo do palácio de Assurbanípal mostrando a luta entre assírios e árabes

Alguns dos líderes tribais árabes juntaram-se a Samassumuquim na guerra civil assíria. Entre eles estavam Abiate, feito rei pelas forças de Assurbanípal, e seu irmão Aiamu, que enviou soldados para a Babilônia. Por causa do foco de Assurbanípal em Elão, eles inicialmente escaparam de retaliação e punição. À medida que as guerras elamitas se arrastavam, vários governantes árabes deixaram de prestar homenagem a Assurbanípal e começaram a invadir assentamentos assírios próximos, interrompendo severamente o comércio. Este desenvolvimento provou ser suficiente para os generais de Assurbanípal organizarem uma grande campanha para restaurar a ordem. O relato de Assurbanípal deste conflito diz respeito principalmente aos movimentos de seu exército através da Síria em busca de Uiate (combinado com Iauta, mas possivelmente uma pessoa diferente) e seus soldados árabes. Segundo o relato, o exército assírio marchou da Síria para Damasco e depois para Hululiti, após o que capturou Abiate e derrotou Usso e Aco. Os assírios teriam enfrentado grandes dificuldades durante esta guerra devido ao terreno desconhecido e hostil. Os nabateus, que ajudaram Assurbanípal na campanha anterior, são mencionados como derrotados na segunda guerra contra os árabes, sem mais informações sobre o que levou à mudança na relação entre as duas campanhas. A última versão conhecida da narrativa árabe especifica as duas campanhas como juntas compondo a nona campanha de Assurbanípal e as expande ainda mais com mais detalhes. Nesta versão, Abiate e Amuladim são especificados para se juntarem a Samassumuquim. Assurbanípal está nesta versão também pela primeira vez pessoalmente creditada com as vitórias da campanha. Esta versão posterior também afirma que Uiate foi capturado e desfilou em Nínive junto com prisioneiros capturados durante as guerras em Elão, que Uiate foi atrelado à charrete de Assurbanípal como um cavalo, e que Aiamu foi esfolado vivo.
Supostamente os despojos trazidos das campanhas árabes eram tão extensos que causaram inflação no Império Assírio e fome na Arábia. Apesar disso, e apesar de ser impressionante no sentido de que nenhum governante assírio anterior havia feito campanha contra os árabes com o mesmo vigor, as campanhas árabes de Assurbanípal são às vezes avaliadas como um erro estratégico. As duas guerras consumiram muito tempo, desperdiçaram recursos valiosos e não conseguiram consolidar o domínio assírio sobre qualquer uma das terras em que ocorreram.

## Reinado posterior e sucessão

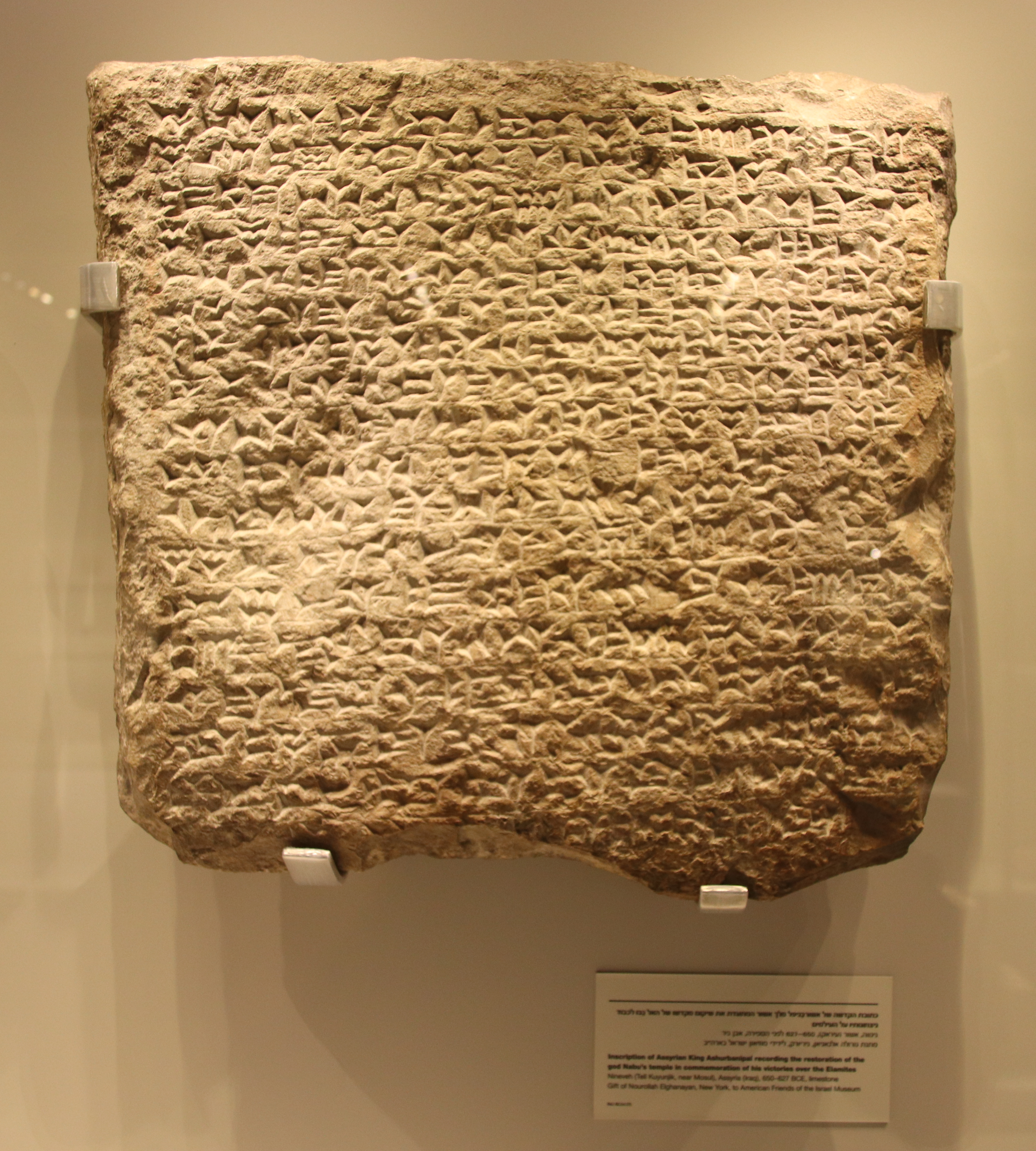
Inscrição de Assurbanípal escrita em algum momento depois de, referente à restauração de um templo dedicado a Nabu

O fim do reinado de Assurbanípal e o início do reinado de seu filho e sucessor, Assuretililani, está envolto em mistério devido à falta de fontes disponíveis. Eventos no reinado de Assurbanípal depois de 649 a.C. são relativamente mal registrados desde que o cânone epônimo seguro (nomes de anos assírios conhecidos) termina naquele ano. Após 639 a.C., apenas duas inscrições de Assurbanípal são conhecidas, um forte contraste com os abundantes registros conhecidos de anos anteriores. Essa escassez de documentação pode refletir o início de uma grave crise política interna. O reinado posterior de Assurbanípal parece ter visto uma crescente desconexão entre o rei e a elite tradicional do império. Assurbanípal promoveu fortemente os eunucos a posições de destaque, em detrimento da nobreza e da aristocracia. Em algum momento no final de seu reinado, o cantor principal, Bulutu, ganhou o epônimo, um movimento sem precedentes e talvez auto-indulgente. Alguns assiriólogos, como Eckart Frahm, traçaram paralelos entre as escassas evidências do final do reinado de Assurbanípal e Sardanápalo, na tradição literária greco-romana o último rei decadente da Assíria, baseado em Assurbanípal. O próprio Assurbanípal reconheceu que não conseguiu manter a durabilidade do Império Assírio. Em uma de suas últimas inscrições conhecidas, Assurbanípal, entristecido e confrontado com sua própria mortalidade por doença, lamentou o estado de seu império. Esta inscrição diz:

Não posso acabar com os conflitos em meu país e as dissensões em minha família; escândalos perturbadores me oprimem sempre. Doenças da mente e da carne me curvam; com gritos de aflição encerro meus dias. No dia do deus da cidade, no dia do festival, sou infeliz; a morte se apodera de mim e me derruba...

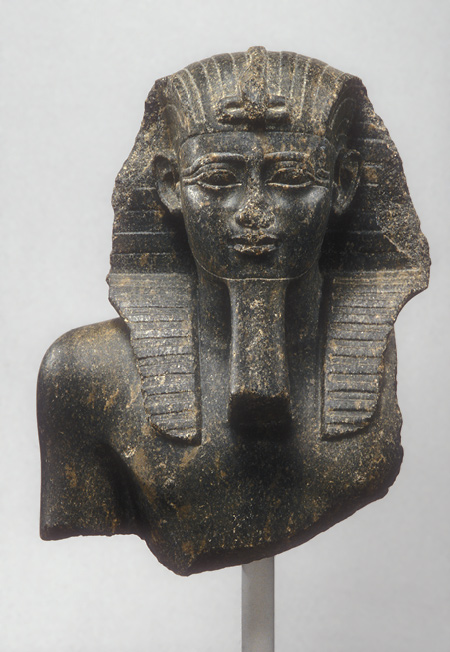
Busto do faraó Psamético I, que restaurou pacificamente a independência egípcia

Além de conflitos internos, é claro que o domínio do Império Assírio em suas regiões periféricas havia enfraquecido severamente até o final do reinado de Assurbanípal. Algumas terras periféricas haviam recuperado a independência; não havia mais, por exemplo, uma presença assíria no sul do Levante, onde os egípcios haviam se tornado a potência hegemônica. O último reinado de Assurbanípal também pode ter visto o início de movimentos rebeldes na Babilônia (precursores do de Nabopolassar). O Egito já recuperou a independência no meio do reinado de Assurbanípal. O Egito parece ter sido libertado pacificamente e gradualmente sob o filho e sucessor de Necao I, Psamético I, que havia sido educado na corte assíria. Depois de se tornar rei em 664 a.C. como um leal vassalo assírio, Psamético lentamente estendeu seu controle por todo o Egito, unificando o país em 656 a.C. e iniciando um período de renascimento e prosperidade, tornando-se totalmente independente de Assurbanípal. Psamético permaneceu um aliado da Assíria; durante a posterior conquista medo-babilônica do Império Assírio no reinado de Sinsariscum (sucessor de Assuretililani e outro filho de Assurbanípal), tanto Psamético quanto seu filho Necao II correram para ajudar a Assíria, com exércitos egípcios lutando ao lado dos assírios.
Inscrições de Assuretililani sugerem que seu pai morreu de morte natural, mas não esclarecem quando ou como isso aconteceu. Embora seu último ano seja muitas vezes erroneamente dado como 627 a.C. ou mesmo 626 a.C., isso segue uma estimativa de uma inscrição escrita quase um século depois em Harã por Adagupi, a mãe do rei neobabilônico Nabonido (r. 556–539 a.C.).  A evidência contemporânea final de Assurbanípal estar vivo e reinando como rei é um contrato de Nipur feito em 631 a.C.. Se o reinado de Assurbanípal tivesse terminado em 627 a.C., as inscrições de seus sucessores Assuretililani e Sinsariscum na Babilônia (abrangendo vários anos) teriam sido impossíveis, já que a cidade foi tomada por Nabopolassar em 626 a.C. e nunca mais caiu nas mãos dos assírios. Para obter os comprimentos atestados dos reinados de seus sucessores, é geralmente aceito que Assurbanípal morreu, abdicou ou foi deposto em 631 a.C. ou 630 a.C.. 631 a.C. é tipicamente favorecido como o ano de sua morte. Assurbanípal foi sucedido como rei por Assuretililani e ele parece ter sido inspirado pelos planos de sucessão de seu pai, apesar de suas consequências, uma vez que Sinsariscum recebeu a cidade-fortaleza de Nipur e foi designado para ser o sucessor de Candalanu na Babilônia uma vez que Candalanu morreu.
Um punhado de historiadores tentou justificar um reinado de Assurbanípal estendendo-se até 627 a.C., embora tal proposta não seja isenta de problemas. É possível que o erro de 42 anos (em vez de 38 anos) tenha surgido na historiografia mesopotâmica posterior devido ao conhecimento de que Assurbanípal governou simultaneamente com os governantes babilônicos Samassumuquim e Candalanu, cujos reinados juntos somam 42 anos, mas Candalanu sobreviveu a Assurbanípal por três anos, na verdade morrendo em 627 a.C.. Uma maneira possível de justificar um reinado de 42 anos de Assurbanípal é assumindo que havia uma co-regência entre ele e Assuretililani, mas nunca houve uma co-regência antes. A história assíria e a ideia são explicitamente contrariadas pelas próprias inscrições de Assuretilani, que o descrevem como rei após o fim do reinado de seu pai. Outra ideia popular, por exemplo, favorecida por Stefan Zawadski, é que Assurbanípal e Candalanu eram a mesma pessoa, "Candalanu" sendo simplesmente o nome que o rei usava na Babilônia. Essa ideia é geralmente considerada improvável por várias razões, principalmente porque nenhum rei assírio anterior é conhecido por ter usado um nome alternativo na Babilônia e que as inscrições da Babilônia mostram uma diferença na duração dos reinados de Assurbanípal e Candalanu (o reinado de Assurbanípal é contado desde seu primeiro ano completo como rei, 668 a.C., e o de Candalanu é contado a partir de seu primeiro ano completo como rei, 647 a.C.). Todos os reis assírios que governaram pessoalmente a Babilônia usaram o título "rei da Babilônia" em suas inscrições, mas esse título não é usado em nenhuma das inscrições de Assurbanipal, mesmo aquelas feitas depois de 648 a.C.. Mais importante ainda, os documentos babilônicos tratam claramente Assurbanípal e Candalanu como duas pessoas diferentes.

## Família e filhos

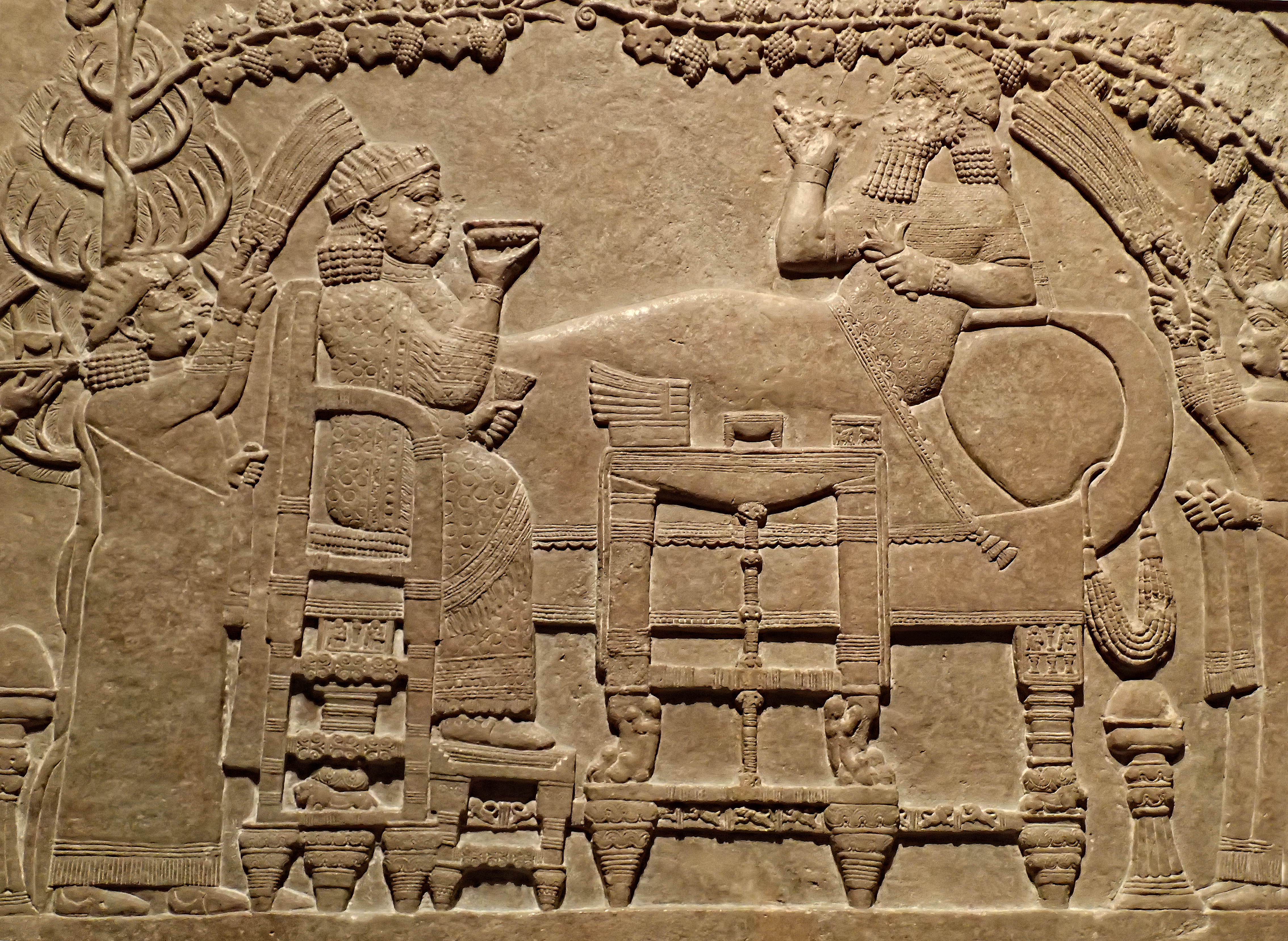
Parte do relevo "Festa do Jardim", representando Assurbanípal (direita) e sua rainha Libali-Sarrate (esquerda)

Assurbanípal já era casado com sua rainha Libali-Sarrate (em acádio: ; romaniz.: Libbali-šarrat) na época de sua ascensão ao trono, talvez se casando com ela na época de sua proclamação como príncipe herdeiro. O casamento que ocorre nessa época é apoiado pelo nome de Libali-Sarrate, sob o qual ela é atestada antes da morte de Assaradão. O nome é único, não conhecido por ter sido carregado por qualquer outro indivíduo, e incorpora o elemento šarratum ("rainha"), indicando que não era seu nome de nascimento, mas sim um nome talvez assumido em seu casamento com Assurbanípal. Libali-Sarrate é mais famosa por sua aparição no chamado alívio "Festa do Jardim" do palácio de Assurbanípal, que mostra ela e Assurbanípal jantando juntos. A cena é notável por ser organizada em torno de Libali-Sarrate em vez de Assurbanípal e por ser a única imagem conhecida da antiga Assíria que retrata um indivíduo que não o rei efetivamente mantendo a corte (e até hospedando o rei).
Três dos filhos de Assurbanípal são conhecidos pelo nome, todos filhos:
- Assuretililani (em acádio: ; romaniz.: Aššur-etil-ilāni),[90] que governou como rei 631–627 a.C.;[2]
- Sinsariscum (em acádio: ; romaniz.: Sîn-šar-iškun), que governou como rei 627–612 a.C.;[2]
- Ninurtasarrusur (Ninurta-šarru-uṣur), que não desempenhou nenhum papel político.[91]

Libali-Sarrate foi presumivelmente a mãe dos sucessores imediatos de Assurbanípal, Assuretililani e Sinsariscum. O papel menos proeminente de Ninurtasarrusur provavelmente derivou dele ser filho de uma esposa inferior. Libali-Sarrate pode ter vivido algum tempo após a morte de Assurbanípal em 631 a.C., uma vez que há uma tabuinha datando do reinado de Assuretililani referenciando a "mãe do rei". As inscrições de Sinsariscum que mencionam que ele foi selecionado para a realeza "entre seus iguais" (isto é, irmãos) sugerem que Assurbanípal teve mais filhos além dos três conhecidos pelo nome. Sabe-se também que Assurbanípal teve pelo menos uma filha, pois há documentos de seu reinado que fazem referência a uma "filha do rei".
A linhagem de Assurbanípal pode ter sobrevivido à queda da Assíria em 612–609 a.C.. A mãe do último rei neobabilônico Nabonido, Adagupi, era de Harã e tinha ascendência assíria. De acordo com suas próprias inscrições, Adagupi nasceu no 20º ano do reinado de Assurbanípal (648 a.C., já que os anos foram contados a partir do primeiro ano completo do rei). A estudiosa britânica Stephanie Dalley considera "quase certo" que Adagupi era filha de Assurbanípal por causa de suas próprias inscrições alegando que Nabonido era da linha dinástica de Assurbanípal. O professor americano de estudos bíblicos Michael B. Dick refutou isso, apontando que, embora Nabonido tenha se esforçado para reviver alguns antigos símbolos assírios (como usar um manto embrulhado em suas representações, ausente nas de outros reis neobabilônicos mas presente na arte assíria) e tentou ligar-se à dinastia sargônida, não há "nenhuma evidência de que Nabonido estava relacionado com a dinastia sargônida".

## Personagem

### Brutalidade

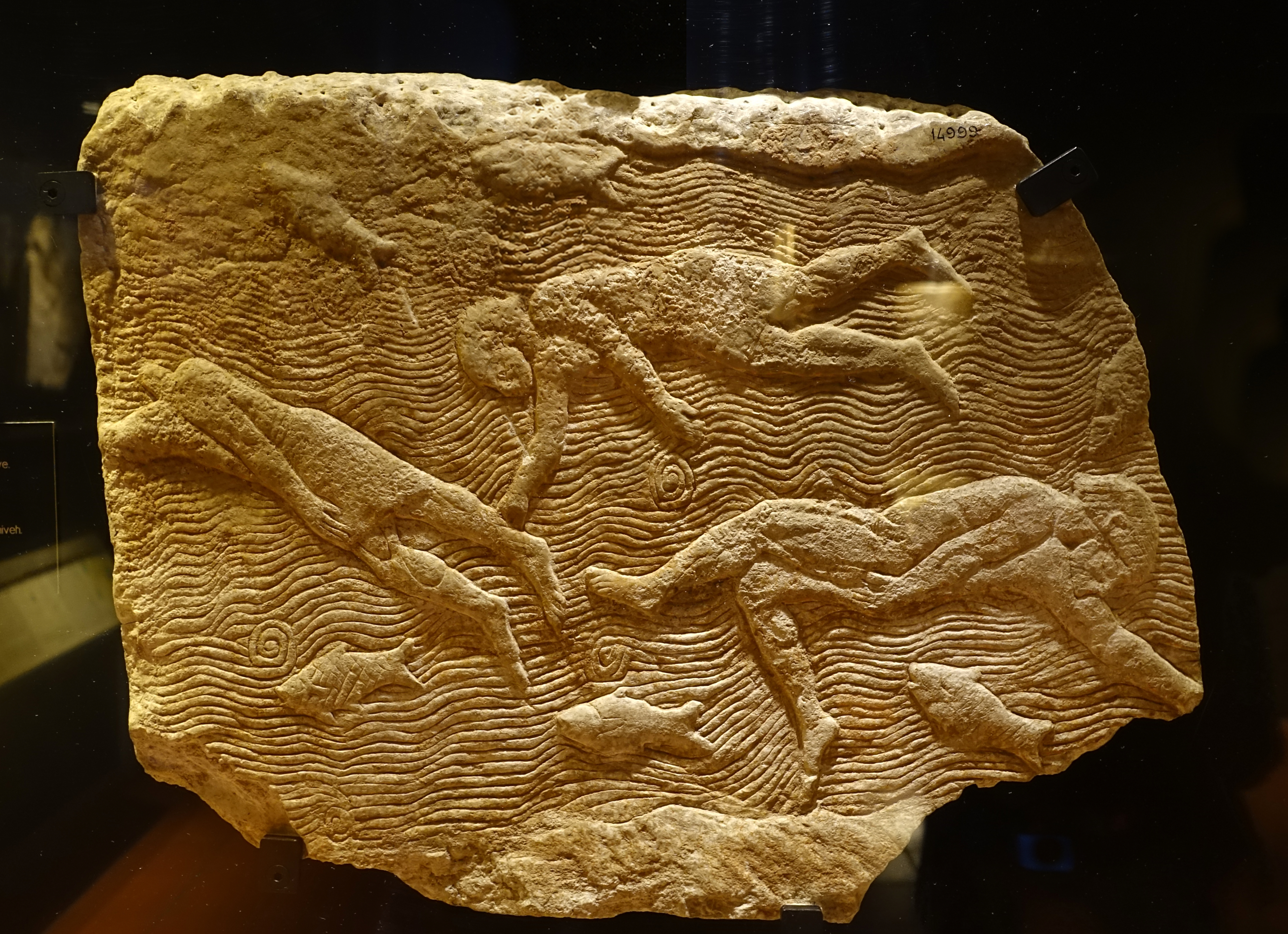
Relevo do palácio de Assurbanípal retratando cadáveres flutuando em um rio

Na ideologia real assíria, o rei assírio era o representante mortal divinamente designado de Assur. O rei era visto como tendo a obrigação moral, humana e necessária de estender a Assíria, uma vez que as terras fora da Assíria eram consideradas incivilizadas e uma ameaça à ordem cósmica e divina dentro do Império Assírio. O expansionismo foi lançado como um dever moral de converter o caos em civilização, em vez de um imperialismo explorador. Por causa do papel do rei assírio como representante de Assur, a resistência ou rebelião contra o domínio assírio era vista como uma luta contra a vontade divina, que merecia punição. A ideologia real assíria percebia os rebeldes como criminosos contra a ordem divina do mundo. Embora a ideologia real pudesse ser usada para justificar punições brutais contra os inimigos da Assíria, os níveis de brutalidade e agressão variavam consideravelmente entre os reis e os estudiosos modernos não veem a antiga Assíria como um todo como uma civilização incomumente brutal. Sargão II, o fundador da dinastia de Assurbanípal, é conhecido por várias vezes por perdoar e poupar inimigos derrotados. A maioria dos reis só decretava atos brutais contra soldados inimigos ou elites, não contra civis.
Sob Assurbanípal, o exército assírio fez campanha mais longe do coração assírio do que nunca. Embora Assurbanípal, ao contrário da imagem apresentada em alguns de seus relevos e contrastando fortemente com seus antecessores, provavelmente raramente (se é que participou) nas campanhas militares durante seu reinado, ele se destaca claramente entre os reis assírios por sua brutalidade excepcional. É possível que a brutalidade excessiva de Assurbanípal possa ser parcialmente explicada pelo fanatismo religioso; ele é conhecido por ter reconstruído, reparado e expandido a maioria dos principais santuários em todo o seu império e muitas das ações que ele tomou durante seu reinado foram devido a relatórios de presságio, algo em que ele estava muito interessado. Ele também nomeou dois de seus irmãos mais novos, Assurmuquimpaleia e Assuretelsamersetimubalissu, como sacerdotes nas cidades Assur e Harã, respectivamente.
Ao reunir todos os relevos neoassírios que retratam cenas de brutalidade, a maior concentração deles é do reinado de Assurbanípal. Relevos com cenas de brutalidade do tempo de Assurbanípal representam 35% de todas as representações conhecidas do período neoassírio. Assurbanípal também é o rei mais brutal em termos de variedade de cenas diferentes retratadas. Ele é um dos quatro únicos reis neoassírios (ao lado de Assaradão, Tiglate-Pileser III e Assurnasirpal II) que em suas inscrições afirmavam ter matado civis e aquele com os mais variados atos contra eles (incluindo esfolamento vivo, desmembramento e empalamento). Há também vários casos em que ele é registrado como tendo trazido inimigos cativos para Nínive para torturá-los e humilhá-los com entusiasmo. As mulheres raramente eram retratadas sendo prejudicadas nas obras de arte assírias, mas os relevos de Assurbanípal incluem algumas exceções proeminentes a essa regra. Um dos relevos do palácio de Assurbanípal em Nínive, com a designação moderna BM 124927, inclui corpos femininos mortos e ataques diretos contra mulheres. A parte central do relevo inclui o ato mais brutal contra uma mulher já registrado em um relevo assírio: soldados assírios rasgando uma mulher árabe grávida.

### Atividades culturais

#### Biblioteca de Assurbanípal

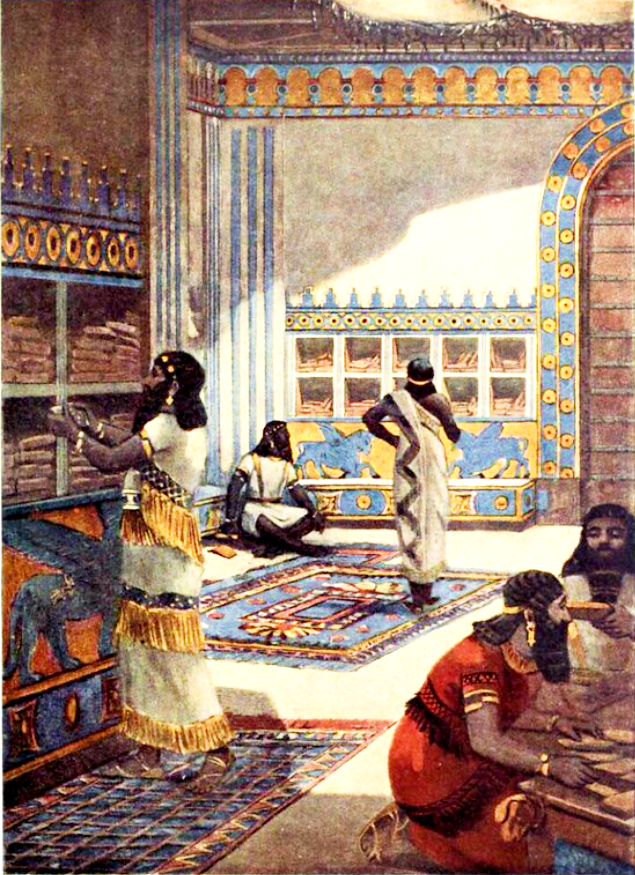
Reconstrução da Biblioteca de Assurbanípal

Assurbanípal se retratou como poderoso tanto no corpo quanto na mente. Tipicamente retratando-se como carregando armas e uma caneta, as inscrições de Assurbanípal fazem com que ele seja diferente dos reis antes dele, excepcionalmente versado em literatura, escrita, matemática e erudição. Profundamente interessado na antiga cultura literária da Mesopotâmia, Assurbanípal leu textos complexos em acádio e sumério já em sua juventude. Depois que ele se tornou rei, Assurbanípal, usando os enormes recursos agora à sua disposição, criou a primeira biblioteca "universal" do mundo em Nínive. A resultante Biblioteca de Assurbanípal é considerada a biblioteca de longe mais extensa da antiga Assíria e a primeira biblioteca sistematicamente organizada do mundo. No total, abrangia talvez mais de 100 000 textos e não foi superado em tamanho até a criação da Biblioteca de Alexandria, séculos mais tarde. Cerca de 30 000 dos documentos da biblioteca sobreviveram à destruição de Nínive em 612 a.C. e foram escavados entre as ruínas da cidade.
A biblioteca foi montada por ordem de Assurbanípal, com escribas sendo enviados por todo o império para coletar e copiar textos de todo tipo e gênero das bibliotecas dos templos. A maioria dos textos coletados eram observações de eventos e presságios, textos detalhando o comportamento de certos homens e de animais, textos sobre os movimentos de objetos celestes e assim por diante. Presentes na biblioteca também estavam dicionários para sumério, acadiano e outras línguas e muitos textos religiosos, como rituais, fábulas, orações e encantamentos. A biblioteca continha muitas tabuletas da Babilônia, tanto doadas como tomadas como espólio de guerra. A biblioteca de Assurbanípal provavelmente representava uma imagem abrangente e precisa do aprendizado mesopotâmico até sua época. O próprio Assurbanipal considerou a biblioteca a marca registrada de seu reinado. Em suas inscrições, ele se gabava de sua própria inteligência e da construção da biblioteca:

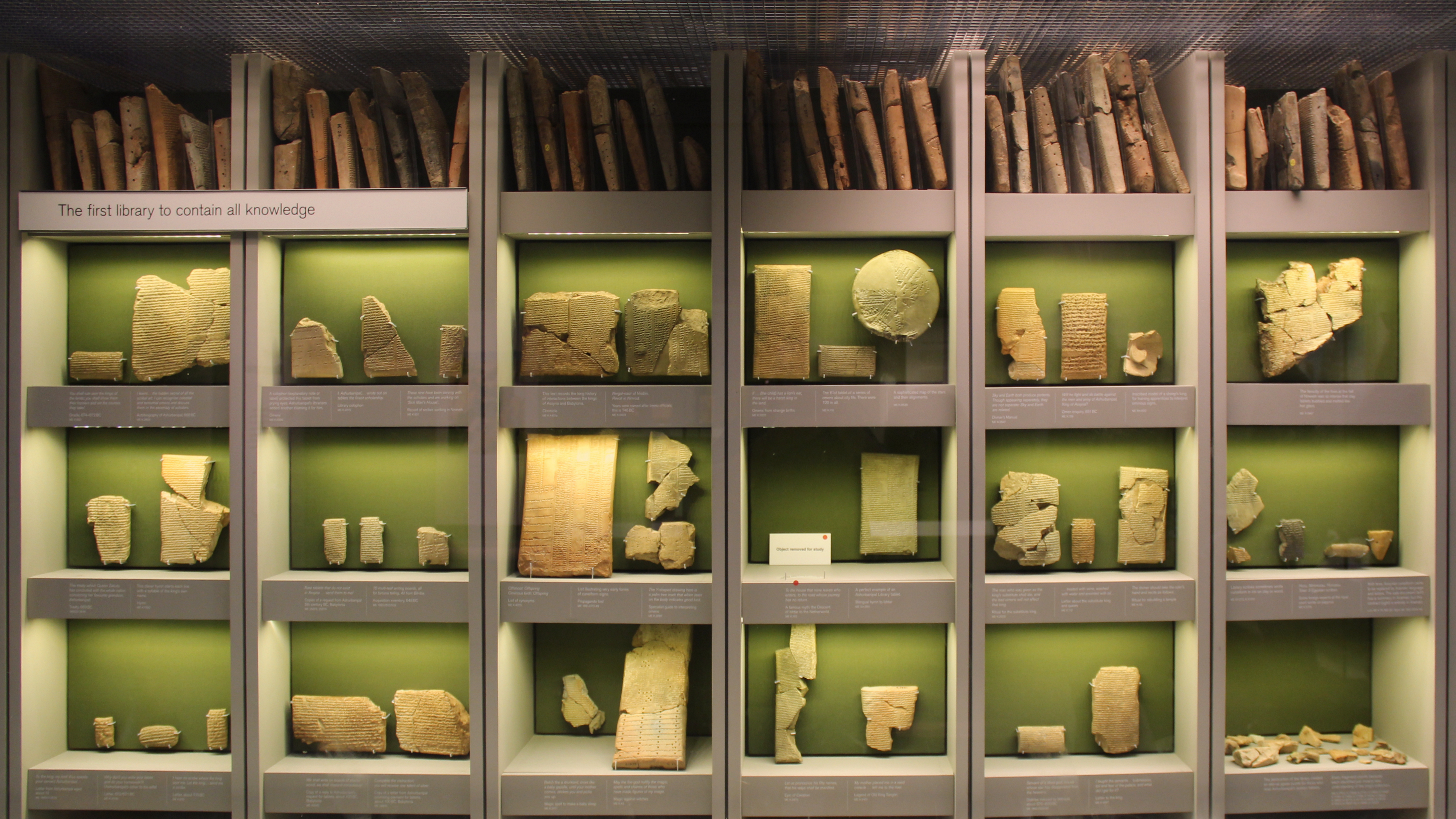
Tábuas cuneiformes da Biblioteca de Assurbanípal

Eu, Assurbanípal, rei do universo, a quem os deuses concederam inteligência, que adquiri perspicácia penetrante para os detalhes mais recônditos da erudição erudita (nenhum de meus predecessores tendo qualquer compreensão de tais assuntos), coloquei estas tábuas para o futuro na biblioteca de Nínive para minha vida e para o bem-estar de minha alma, para sustentar os fundamentos de meu nome real.
A biblioteca foi lembrada por muito tempo na Mesopotâmia. Ainda no século I d.C., os escribas da Babilônia ainda se referiam à biblioteca há muito perdida em alguns de seus textos e cartas. A maioria das histórias e contos tradicionais da Mesopotâmia conhecidos hoje, como a Epopeia de Gilgamés, o Enuma Elis (o mito da criação babilônico), Erra, o Mito de Etana e a Epopeia de Anzu, só sobreviveram até a era moderna porque eles foram incluídos na biblioteca de Assurbanípal. A biblioteca cobria todo o espectro de interesses literários de Assurbanípal e também incluía contos folclóricos (como O Pobre Homem de Nipur, predecessor de um dos contos de As Mil e Uma Noites), manuais e textos científicos.

#### Obra

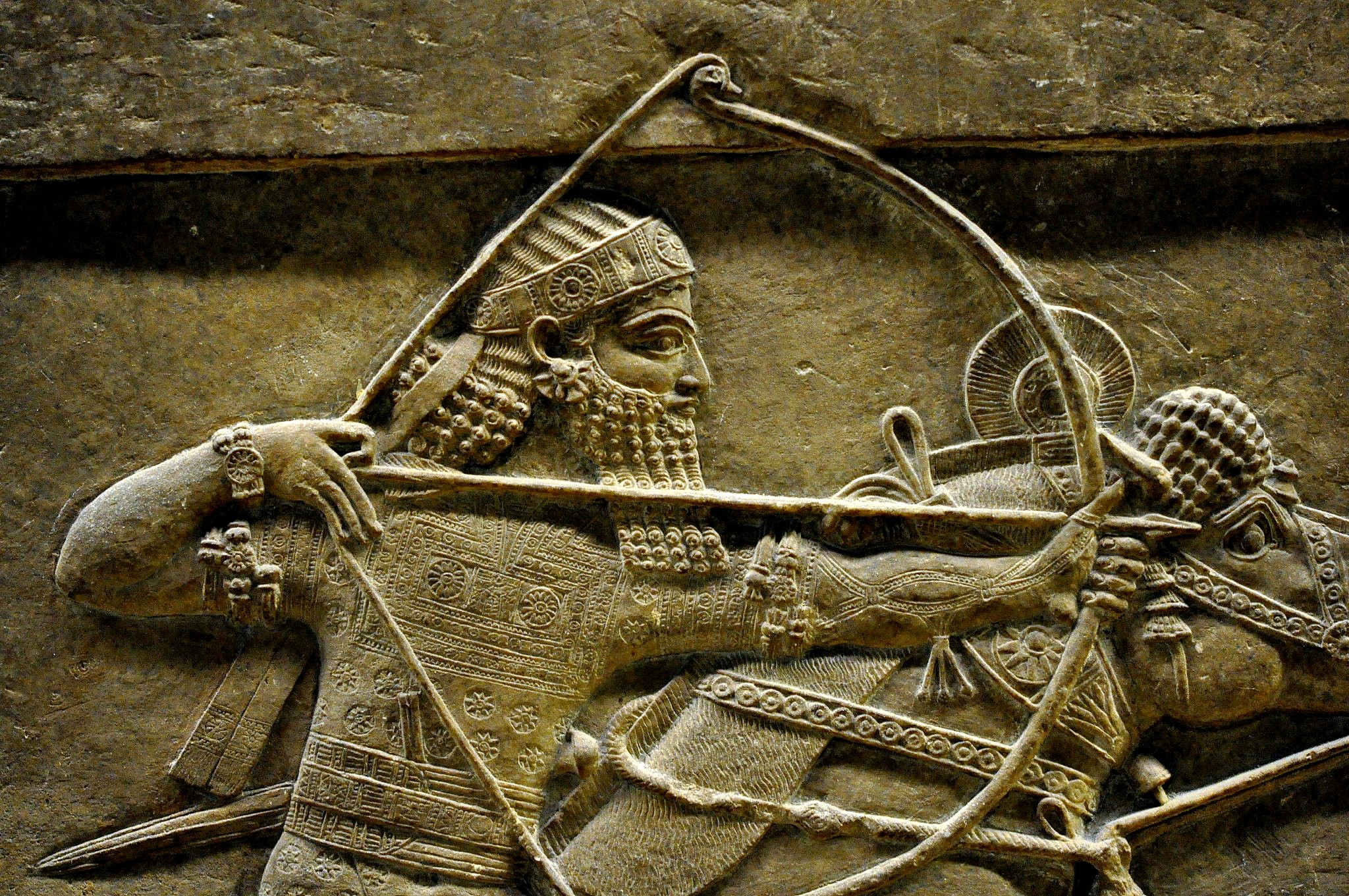
Assurbanípal retratado nos relevos de Caça ao Leão de Assurbanípal

Considerado patrono das artes, Assurbanípal erigiu inúmeras esculturas e relevos em seus palácios em Nínive, retratando os eventos mais importantes de seu longo reinado. A obra de arte de Assurbanípal foi inovadora em termos da história da arte assíria, muitas vezes tendo uma "qualidade épica" ao contrário de muitas das obras de arte mais estáticas produzidas sob seus antecessores. Um motivo que aparece em várias peças de arte de Assurbanipal, por exemplo, a Caça ao Leão de Assurbanípal, é o rei matando leões, uma imagem de propaganda que ilustra sua glória e poder, bem como sua capacidade de proteger o povo assírio através da matança de animais perigosos.
Vários novos elementos podem ser vistos em obras de arte produzidas sob Assurbanípal. A insígnia do rei muda de relevo para relevo dependendo da cena representada; eventos informais, por exemplo, tipicamente retratam Assurbanípal com um desenho de coroa aberta diferente da típica coroa assíria em forma de balde. Não há exemplos conhecidos de arte representando Assurbanípal sentado em um trono ou segurando a corte, um motivo comum em reis anteriores, talvez significando que o símbolo do trono estava perdendo seu status na arte, e possivelmente também na corte, durante seu reinado. A obra de arte de Assurbanípal é a única arte assíria antiga que retrata estrangeiros não-assírios como fisicamente diferentes (não apenas em seus equipamentos e roupas, mas também em suas características) dos assírios. Possivelmente influenciados pela arte egípcia, que retratava os estrangeiros de maneira diferente, os relevos de Assurbanípal mostram elamitas e urartuanos como mais encorpados, urartuanos com narizes maiores e árabes com cabelos longos e lisos (em contraste com os cabelos encaracolados dos assírios). Inscrições e anais da época de Assurbanípal, no entanto, não oferecem evidências de que os estrangeiros fossem vistos como racial ou etnicamente diferentes em termos de biologia ou fisionomia, o que significa que isso pode ter sido apenas uma escolha artística.

## Legado

### Lenda de Sardanápalo

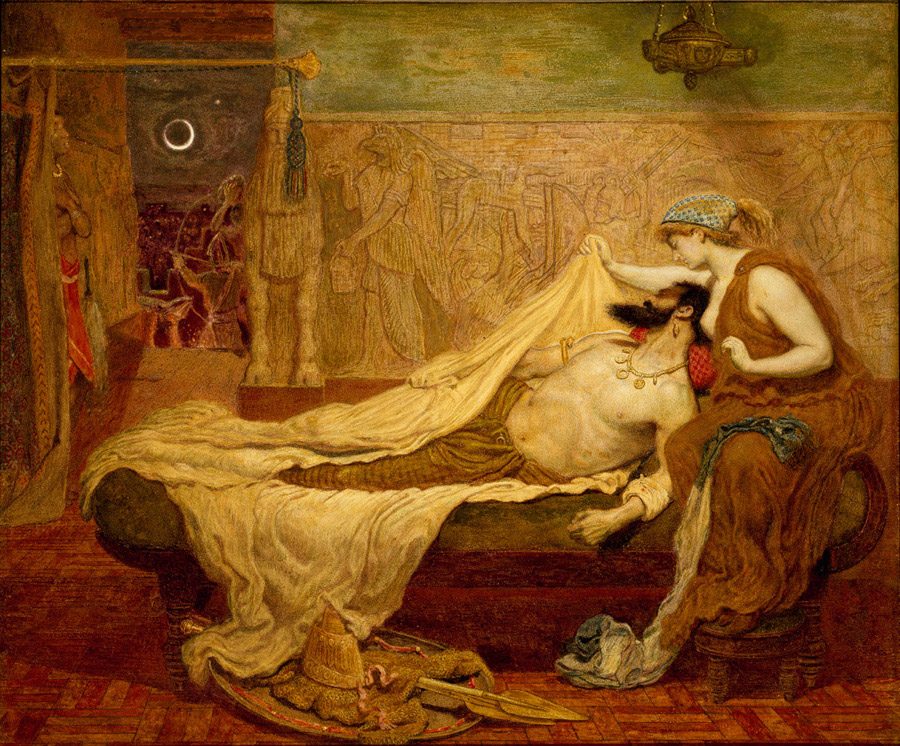
Sonho de Sardanápalo (1871) por Ford Madox Brown

Contos de Assurbanípal sobreviveram na memória cultural do Oriente Próximo. Ele é talvez identificável com a figura "Osnapar", brevemente mencionada no Livro de Esdras (4:10). Assurbanípal e outros antigos reis e figuras assírios continuaram a aparecer no folclore e na tradição literária do norte da Mesopotâmia por séculos.
A lenda posterior mais proeminente sobre Assurbanípal foi a lenda greco-romana de Sardanápalo. O Sardanápalo da lenda foi segundo a assirióloga Maria de Fátima Rosa concebido como "mais efeminado que uma mulher, um homem lascivo e ocioso, um governador que detestava todas as expressões de militarismo e guerra". Essa visão originou-se das antigas visões gregas sobre a Mesopotâmia em geral; os antigos reis da Mesopotâmia eram tipicamente vistos pelos gregos como déspotas efeminados e estúpidos, incapazes de garantir o bem-estar do povo de seus impérios. A mais antiga referência conhecida a Sardanápalo vem das Histórias de Heródoto, do século V a.C. que inclui uma referência às riquezas de Sardanápalo, rei de Nínive. Contos lendários em aramaico, com base na guerra civil entre Assurbanípal ("Sarbanabal") e Samassumuquim ("Sarmuge"), são atestadas a partir do século III a.C..
O texto antigo mais elaborado e longo sobre Sardanápalo vem da Bibliotheca historica de Diodoro Sículo do século I a.C.. O retrato de Sículo de Sardanápalo foi dotado de orientalismo grego antigo; afirmava-se que o rei vivia entre mulheres, vestia-se como elas, usava uma voz suave e se dedicava a outras atividades consideradas não naturais para os homens gregos. No relato de Sículo, o sátrapa da Média de Sardanápalo, Arbaces, o viu misturando-se com mulheres no palácio e rapidamente se revoltou, atacando Nínive junto com o sacerdote babilônico Belesis. Depois de não conseguir exortar seus soldados a defender a cidade, Sardanápalo se trancou em sua câmara palaciana, com tesouros e concubinas, e acendeu uma pira, queimando toda a capital e acabando com o Império Assírio. Fica claro pela narrativa que o Sardanápalo de Sículo é baseado não apenas em Assurbanípal, mas também em Samassumauquim e Sinsariscum.

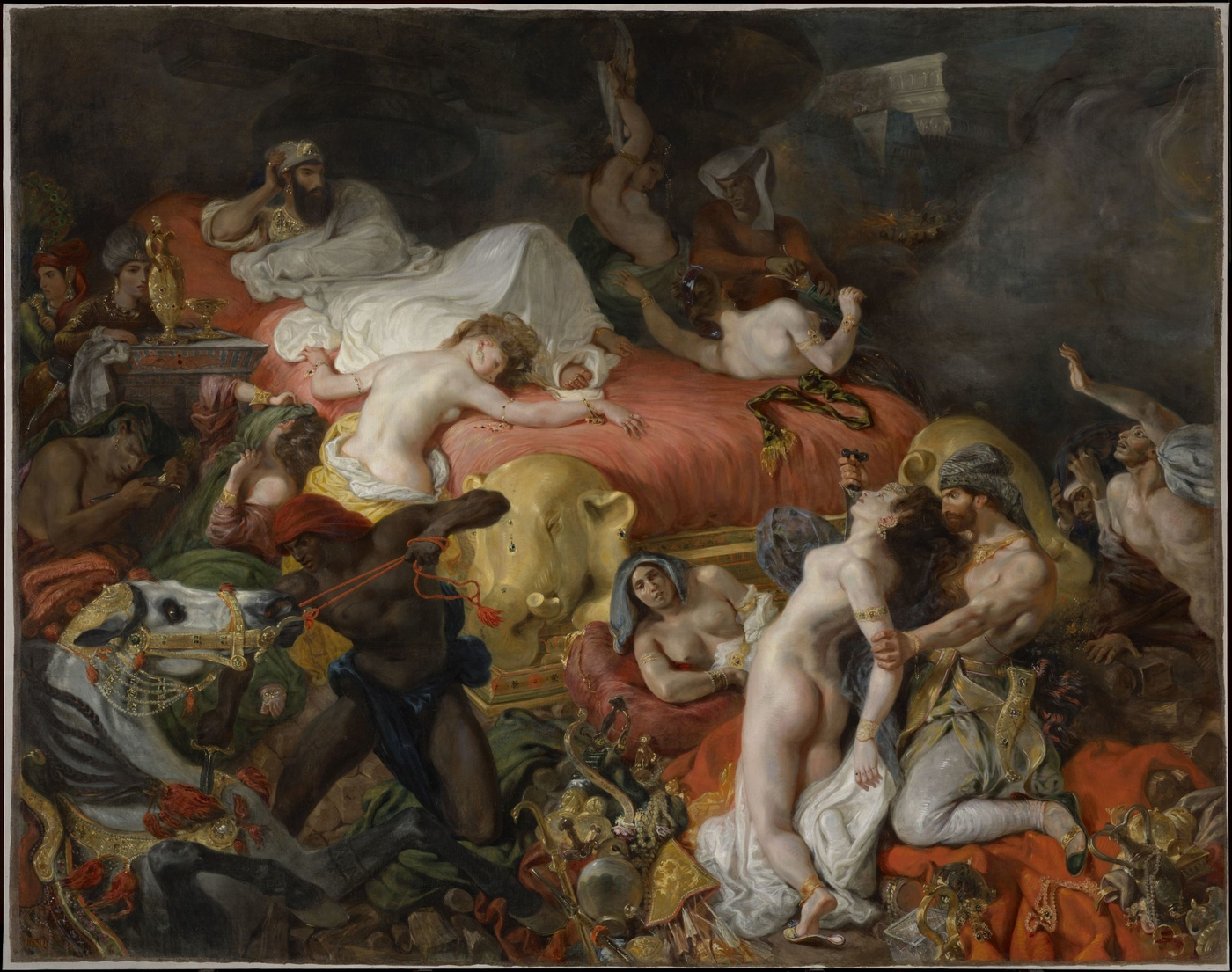
A Morte de Sardanápalo (1827) de Eugène Delacroix

O relato grego da antiga Assíria transformou a percepção histórica do antigo império e estabeleceu a imagem dele na Europa Ocidental por séculos. Como faltavam evidências concretas da Assíria e da Babilônia, autores e artistas durante o Renascimento e o Iluminismo basearam suas interpretações da antiga Mesopotâmia em escritos greco-romanos clássicos. Na Itália do final do século XVII, o compositor Domenico Freschi escreveu e executou a ópera Sardanápalo, uma tragédia cômica em que Sardanápalo foi retratado como um rei feminino e ansioso por sexo. Na ópera, Sardanápalo, depois de ver Nínive desmoronar, decide incendiar seu palácio para que o Império Assírio não caia sem um show. Em 1821, Lord Byron lançou a peça de tragédia histórica Sardanápalo, que combina Sardanápalo com o lendário personagem Mirrá, muitas vezes a contraparte de Sardanápalo em contos posteriores também. Mirrá era na história uma escrava grega e leal defensora de Sardanápalo. Na versão de Byron, foi Mirrá quem incendiou o palácio depois que Sardanápalo deu suas últimas palavras: "Adeus, Assíria! Eu te amei bem!". Muitas óperas, inspiradas por Byron, incluíam histórias semelhantes. Era típico retratar a queda de Nínive e da Assíria como consequência da suposta falta de valores morais da Assíria, combinada com sua ostentação e pompa.
Mesmo depois que arqueólogos e historiadores começaram a descobrir a verdadeira história da antiga Assíria no século 19, a percepção enraizada na tradição greco-romana provou ser duradoura. Quando o arqueólogo britânico Austen Henry Layard encontrou evidências de um grande incêndio nas ruínas de Ninrude (que ele acreditava ser Nínive) em 1845, seus colegas sugeriram que isso era uma prova da lenda de Sardanápalo. Mesmo depois que as descobertas deixaram claro que o Sardanápalo da lenda estava longe de ser uma combinação perfeita do Assurbanípal da história, a lenda não foi esquecida. Em vez disso, peças e filmes com Sardanápalo simplesmente começaram a misturar o conto lendário com detalhes históricos. Muitas peças começaram a incorporar detalhes arquitetônicos assírios, como lamassus. Dois filmes baseados na lenda de Sardanapalus foram produzidos na Itália; Sardanapalo re dell'Assiria (1910), de Giuseppe de Liguoro, e Le sette folgori di Assur, de Silvio Amadio (1962), ambos fortemente influenciados pela peça de Byron. Ambos seguem o relacionamento de Sardanápalo com Mirrá. No filme de Amadio
, a narrativa também é inspirada no conflito de Assurbanípal com Samassumuquim, que aparece no filme sob o nome abreviado de Samas.

### Percepção moderna

#### Redescobertas e avaliações

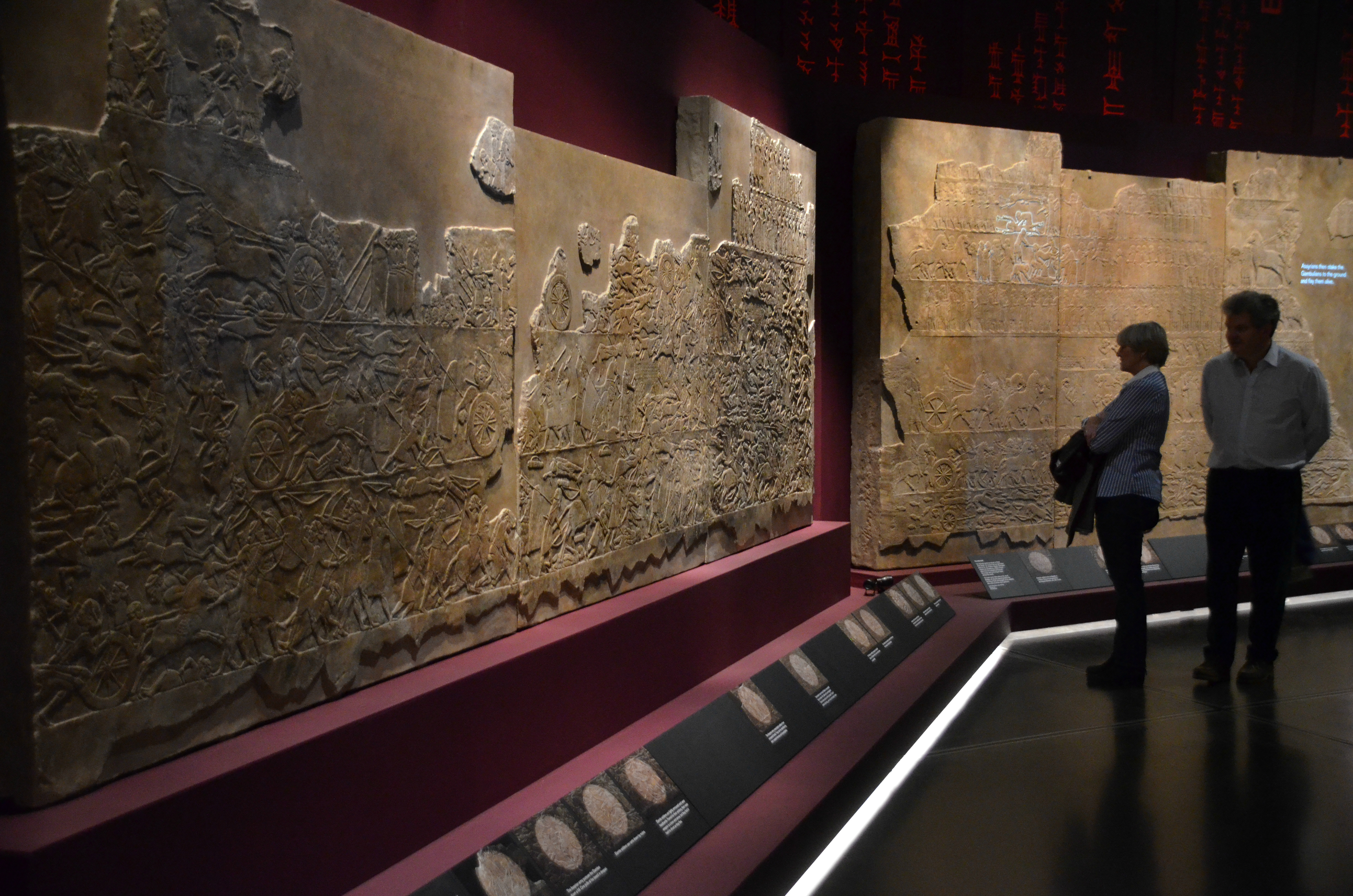
Relevos de Assurbanípal exibidos no Museu Britânico como parte da exposição I am Ashurbanipal (2018–2019)

O Palácio Norte de Nínive, construído por Assurbanípal, foi redescoberto pelo arqueólogo assírio financiado pelos britânicos Hormuzd Rassam em dezembro de 1853. As escavações de Rassam foram um episódio um tanto estranho na assiriologia, pois seus esforços também foram marcados por uma intensa rivalidade com o arqueólogo francês Victor Place; apesar dos acordos sobre quem deveria escavar onde, o palácio de Assurbanipal foi encontrado por Rassam durante a noite, quando ele enviou uma equipe de escavadores sob o manto da escuridão para cavar a porção francesa da escavação de Nínive. As escavações foram realizadas no palácio em 1853–1854. Entre outras descobertas, Rassam recuperou os relevos que compõem a Caça ao Leão de Assurbanípal, que foram retirados do palácio e transportados para o Museu Britânico, chegando à Inglaterra em março de 1856. Por causa de divergências e rivalidades acadêmicas, bem como questões de financiamento, estudos e publicações dos achados do palácio de Assurbanípal foram produzidos lentamente, com as primeiras análises e estudos detalhados não sendo publicados até os anos 1930 e 1940.
O reinado de Assurbanípal foi a última vez que os exércitos assírios fizeram campanha em todo o Oriente Médio. Consequentemente, ele é considerado o "último grande rei da Assíria". O reinado de Assurbanipal às vezes é considerado o apogeu do Império Neoassírio, embora muitos estudiosos considerem o reinado anterior de Assarhaddon como tal. Se Assurbanípal é o culpado pela queda do Império Assírio relativamente rápido após sua morte é contestado. J. A. Delaunay, autor da entrada da Encyclopaedia Iranica sobre Assurbanípal, escreve que o Império Neoassírio sob Assurbanípal já havia começado "exibindo sintomas claros de deslocamento e queda iminentes", enquanto Donald John Wiseman, no artigo da Encyclopædia Britannica sobre Assurbanípal, afirma que "Não é nenhuma acusação de seu governo que seu império caiu dentro de duas décadas após sua morte; isso foi devido a pressões externas e não a conflitos internos". Gérard Chaliand sustenta que a queda do Império Assírio deve ser atribuída aos "herdeiros medíocres" de Assurbanípal em vez do próprio Assurbanípal; entretanto, não há evidências de que seus herdeiros fossem governantes incompetentes. Sinsariscum, sob quem o império desmoronou, era um governante militarmente competente, utilizando as mesmas táticas de seus antecessores. Eckart Frahm acredita que as sementes da queda da Assíria foram plantadas no reinado de Assurbanípal, em particular através da desconexão entre o rei e a elite tradicional e através do saque da Babilônia por Assurbanípal.

#### Assurbanípal na cultura popular

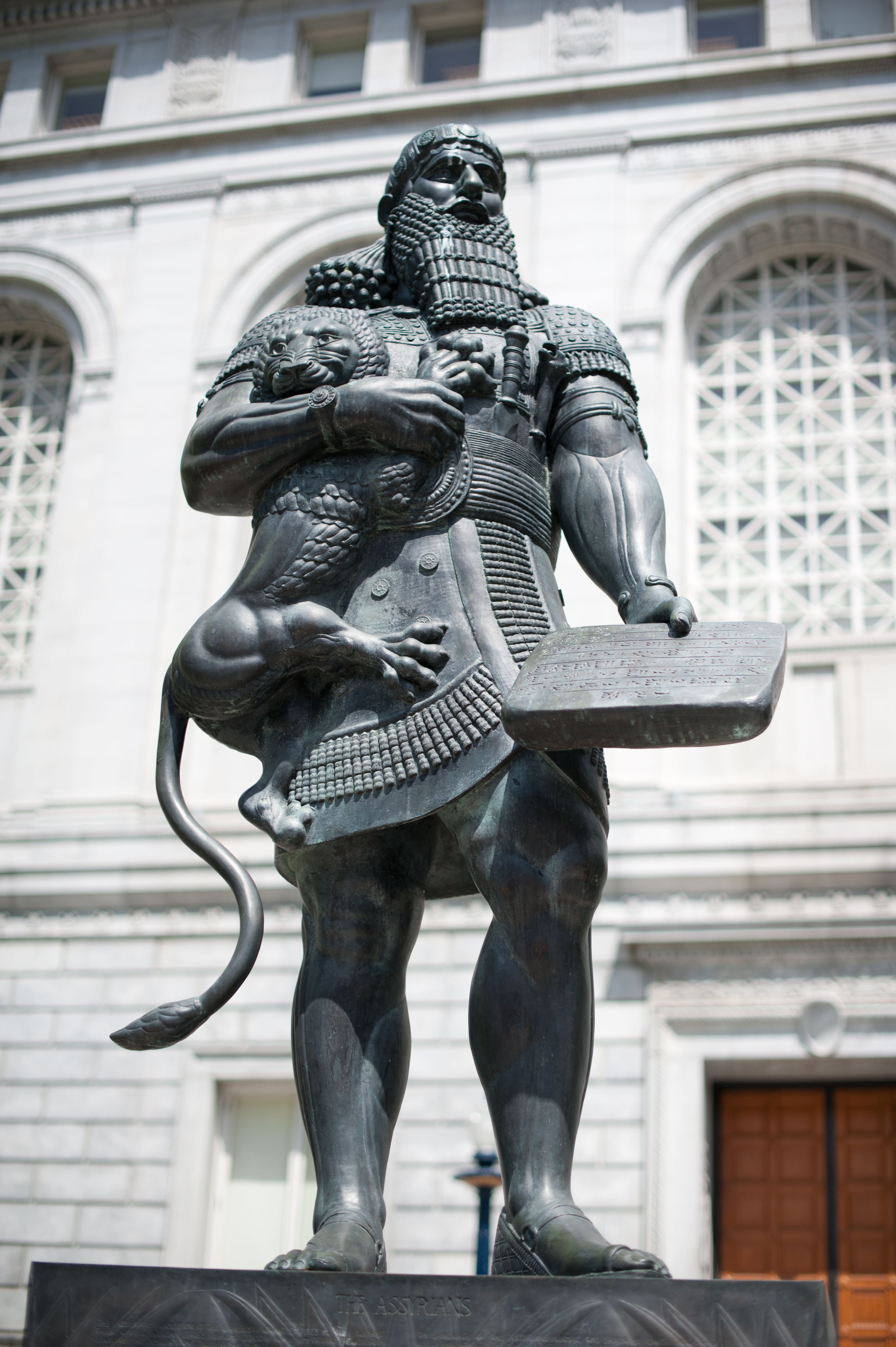
Assurbanípal, uma estátua de bronze de Fred Parhad no Centro Cívico de São Francisco

Assurbanípal tem sido objeto de inúmeras obras de arte criadas nos tempos modernos. Em 1958, a pintora surrealista Leonora Carrington pintou Ablução de Harpias de Assurbanípal, um óleo sobre tela no Museu de Israel retratando Assurbanípal derramando uma substância branca nas cabeças de criaturas semelhantes a pombos com rostos humanos. Uma estátua do rei, chamada Assurbanípal, foi criada pelo escultor Fred Parhad em 1988 e colocada em uma rua perto da Prefeitura de São Francisco. A estátua custou $100 000 e foi descrita como a "primeira estátua de bronze considerável de Assurbanípal". Foi apresentado à cidade de São Francisco como um presente do povo assírio em 29 de maio de 1988, Parhad sendo de ascendência assíria. Alguns assírios locais expressaram temores de que a estátua se assemelhasse mais ao lendário herói mesopotâmico Gilgamés do que ao Assurbanípal real. Parhad defendeu a estátua como representando Assurbanípal, embora tenha explicado que tomou algumas liberdades artísticas.
Assurbanípal também fez aparições ocasionais na cultura popular em vários meios de comunicação. Robert E. Howard escreveu um conto intitulado O Fogo de Assurbanípal, publicado pela primeira vez na edição de dezembro de 1936 da revista Weird Tales, sobre uma "jóia amaldiçoada pertencente a um rei de muito tempo atrás, a quem os gregos chamavam Sardanápalo e os povos semitas Assurbanípal". "The Mesopotamians", uma canção de 2007 de They Might Be Giants, menciona Assurbanípal ao lado de Sargão, Hamurabi e Gilgamés. Assurbanípal foi usado como o governante dos assírios no jogo Civilization V'.
Assurbanípal mais uma vez entrou no centro das atenções globais e ganhou fama crescente em 2018, quando os relevos de seu reinado foram exibidos no Museu Britânico na exposição I am Ashurbanipal (8 de novembro de 2018 – 21 de fevereiro de 2019). A exposição foi bem recebida, principalmente pelo uso de tecnologia inventiva, como o uso de luzes para ilustrar quantos relevos de Assurbanípal teriam sido pintados em sua vida, e pelo reconhecimento da história colonialista da própria coleção. No entanto, houve também uma controvérsia substancial associada à exposição devido ao seu patrocínio pela empresa de petróleo e gás BP, envolvida no petróleo do Oriente Médio desde o início do século 20. A abertura da exposição em novembro de 2018 foi recebida com protestos, com manifestantes cantando slogans relacionados à exploração dos recursos naturais iraquianos pela BP e fingindo beber champanhe contaminado por petróleo.

## Títulos

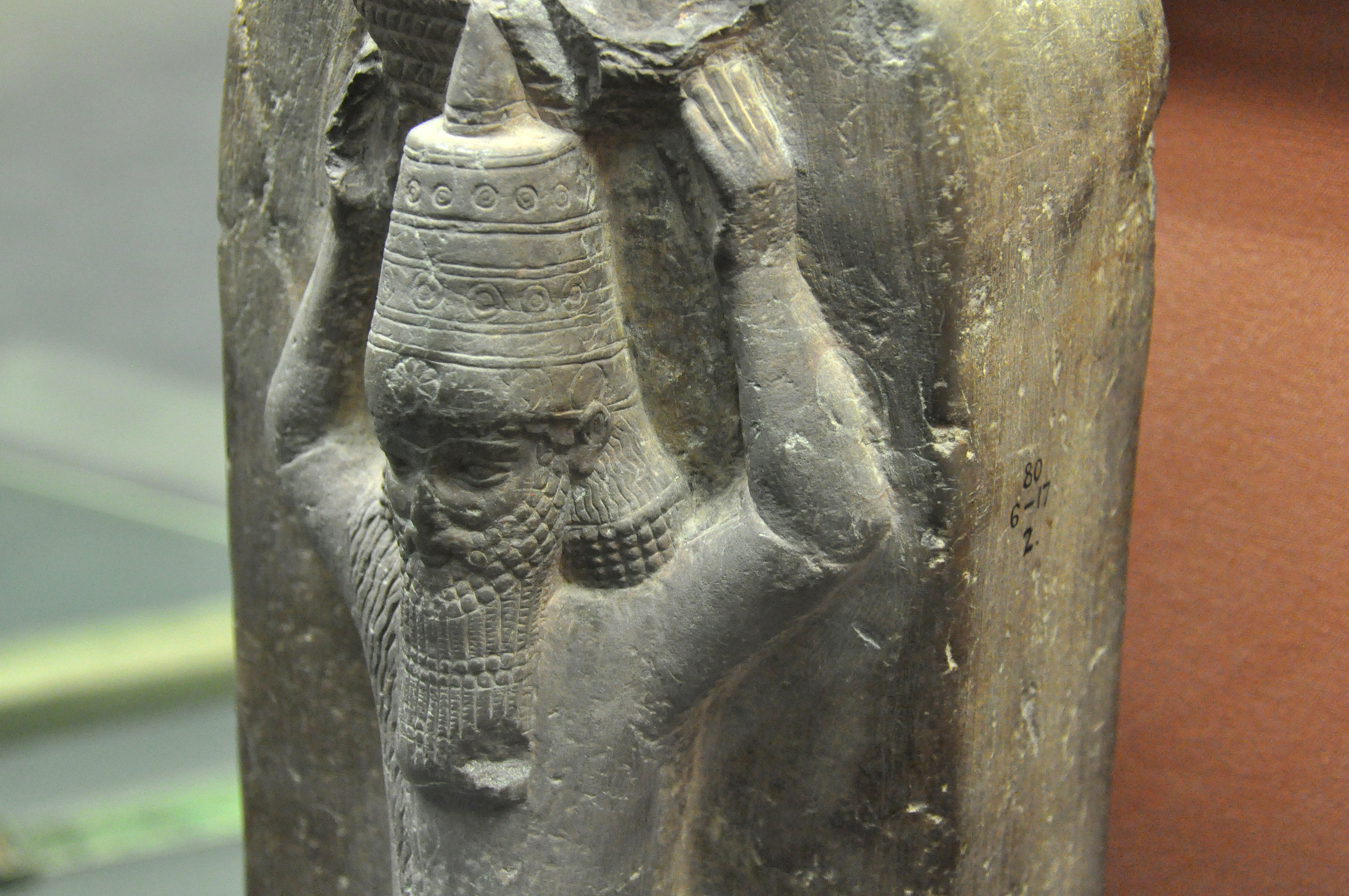
Detalhe de um monumento de pedra representando Assurbanípal como canéfora

Em uma inscrição em um cilindro datado de 648 a.C., Assurbanípal usou os seguintes títulos:

Eu sou Assurbanípal, o grande rei, o poderoso rei, rei do universo, rei da Assíria, rei das quatro regiões do mundo; descendência dos lombos de Assaradão, rei do universo, rei da Assíria, vice-rei da Babilônia, rei da Suméria e Acádia; neto de Senaqueribe, rei do universo, rei da Assíria.
Uma titulação semelhante é usada em uma das muitas tabuletas de Assurbanípal:

Eu, Assurbanípal, o grande rei, o rei poderoso, rei do universo, rei da Assíria, rei das quatro regiões do mundo, filho de Assaradão, rei do universo, rei da Assíria, neto de Senaqueribe, rei do universo, rei da Assíria, semente eterna da realeza ...
Uma variante mais longa é apresentada em uma das inscrições de construção de Assurbanípal na Babilônia:

Assurbanípal, o poderoso rei, rei do universo, rei da Assíria, rei das quatro regiões do mundo, rei dos reis, príncipe incomparável, que, do alto ao baixo mar, domina e trouxe submissão à sua pés todos os governantes; filho de Assaradão, o grande rei, o poderoso rei, rei do universo, rei da Assíria, vice-rei da Babilônia, rei da Suméria e Acádia; neto de Senaqueribe, o rei poderoso, rei do universo, rei da Assíria, sou eu.